# Constantin Brâncoveanu
Constantin Brâncoveanu (n. 1654 – d. 15/26 august 1714) a fost domnul Țării Românești între anii 1688 și 1714, având una din cele mai lungi domnii din istoria principatelor române. Mare boier, nepot de soră al domnului Șerban Cantacuzino, el a moștenit și a sporit o avere considerabilă, care consta în proprietăți imobile, bunuri mobile și sume de bani depuse în străinătate. În timpul în care a domnit, Țara Românească a cunoscut o lungă perioadă de pace, de înflorire culturală și de dezvoltare a vieții spirituale, în urma sa rămânând un mare număr de ctitorii religioase și un stil arhitectural eclectic ce-i poartă numele.
În politica externă Brâncoveanu a acționat cumpătat, evitând să se poziționeze decisiv în tabăra imperială, care într-un avânt semnificativ recuperase Ungaria și Transilvania de la otomani. Și-a cumpărat bunăvoința turcilor, plătind regulat dările și vărsând sume uriașe sultanului și funcționarilor de la Constantinopol, ceea ce i-a adus supranumele de „altın bey” (română prințul aurului). Ținând agenți și spioni în toată Europa, domnul muntean era informat asupra știrilor de pe întregul continent și informa simultan taberele rivale. În ce privește Moldova, domnul muntean a intervenit în mod repetat în chestiunea domniei, în timp ce în Transilvania a exercitat o importantă influență culturală, prin răspândirea de tipărituri și ctitorirea de așezăminte religioase.
Deși reușise să fie confirmat pe viață în domnie (1699) și reconfirmat în 1703, domnul a lucrat în permanență să-și asigure în străinătate un refugiu de turci, fiind conștient de precaritatea situației sale. În cele din urmă, a fost luat prin surprindere, fiind mazilit în aprilie 1714 și dus cu întreaga familie la Constantinopol, unde a fost torturat pentru a ceda turcilor toată averea sa. Constantin Brâncoveanu a fost executat pe 15 august 1714, împreună cu cei patru fii ai săi (Constantin, Ștefan, Radu și Matei) și cu sfetnicul Ianache Văcărescu; la acest deznodământ au contribuit intrigile familiei Cantacuzino. Pentru felul cum au murit, cu toții sunt venerați de către Biserica Ortodoxă Română, care i-a canonizat sub numele de Sfinții Mucenici Brâncoveni în 1992.
Descendența domnului a fost asigurată de copiii fiicelor sale și ai lui Constantin II, la mijlocul secolului al XIX-lea putând fi numărați peste două sute de urmași direcți în viață. În 2014, cu prilejul împlinirii a trei sute de ani de la martiriu, rămășițele pământești ale domnului au fost dezgropate și plasate într-o raclă, care este expusă la Biserica Sfântul Gheorghe Nou din București.

## Viața

### Origini
Constantin Brâncoveanu s-a născut în anul 1654, la Brâncoveni (actualmente sat și comună în județul Olt). Era fiul postelnicului Papa Brâncoveanu (Matei) și al Stancăi (născută Cantacuzino). După tată era nepotul vornicului Preda din Brâncoveni, iar după mamă al postelnicului Constantin Cantacuzino, membru al familiei Cantacuzino, și unul dintre cei mai influenți boieri din Țara Românească.
Printre frații mamei sale se numărau Șerban Cantacuzino (viitor domn), Constantin Cantacuzino stolnicul și Mihai Cantacuzino spătarul. De altfel, toți cei șase frați ai Stancăi aveau să acceadă în mari dregătorii, un caz unic în istoria Țării Românești. Copilăria lui Constantin Brâncoveanu, ca întreaga perioadă de după moartea lui Matei Basarab (1654), a fost marcată de conflictul politic intern dintre Băleni și Cantacuzini, care avea să fie soluționat abia în timpul domniei lui Șerban (1678–1688), când familia Băleanu avea să sucombe rivalilor ei.
Constantin a rămas orfan de tată în 1655, Papa Brâncoveanu fiind ucis în răscoala seimenilor și a dorobanților împotriva domnului Constantin Șerban. La sfârșitul lunii februarie 1655 (pe stil vechi), acești mercenari (majoritatea de origine sârbă) s-au ridicat împotriva boierilor care îl sfătuiseră pe Constantin Șerban să-i concedieze și să-i dea afară din țară. Familia Brâncoveanu, în frunte cu marele logofăt Preda, era la casele din București. Preda Brâncoveanu a reușit să își răscumpere viața cu o mare sumă de bani, iar Constantin a fost salvat de slugi, care l-au substituit cu un copil de țigan, însă Papa Brâncoveanu a fost omorât la baza dealului Mitropoliei, în locul unde nepotul său Constantin II Brâncoveanu avea să ridice în 1712 ani o cruce de piatră, peste vechea cruce de lemn ridicată de Preda.
|  |  | Antonie din Popești | Antonie din Popești | Antonie din Popești | Antonie din Popești | Antonie din Popești | Antonie din Popești |  |  | Preda Brâncoveanu      | Preda Brâncoveanu      | Preda Brâncoveanu      | Preda Brâncoveanu      | Preda Brâncoveanu      | Preda Brâncoveanu      |  |  |                       |                       |                       |                       |                       |                       |  |  |                    |                    |                    |                    | Constantin Cantacuzino | Constantin Cantacuzino | Constantin Cantacuzino | Constantin Cantacuzino | Constantin Cantacuzino | Constantin Cantacuzino |                        |                        |                        |                        |  |  |       |       |       |       |       |       |  |  |  |  |  |  |  |  |  |  |  |  |  |  |  |  |  |  |  |  |
|  |  | Antonie din Popești | Antonie din Popești | Antonie din Popești | Antonie din Popești | Antonie din Popești | Antonie din Popești |  |  | Preda Brâncoveanu      | Preda Brâncoveanu      | Preda Brâncoveanu      | Preda Brâncoveanu      | Preda Brâncoveanu      | Preda Brâncoveanu      |  |  |                       |                       |                       |                       |                       |                       |  |  |                    |                    |                    |                    | Constantin Cantacuzino | Constantin Cantacuzino | Constantin Cantacuzino | Constantin Cantacuzino | Constantin Cantacuzino | Constantin Cantacuzino |                        |                        |                        |                        |  |  |       |       |       |       |       |       |  |  |  |  |  |  |  |  |  |  |  |  |  |  |  |  |  |  |  |  |
|  |  |                     |                     |                     |                     |                     |                     |  |  |                        |                        |                        |                        |                        |                        |  |  |                       |                       |                       |                       |                       |                       |  |  |                    |                    |                    |                    |                        |                        |                        |                        |                        |                        |                        |                        |                        |                        |  |  |       |       |       |       |       |       |  |  |  |  |  |  |  |  |  |  |  |  |  |  |  |  |  |  |  |  |
|  |  | Neagu (postelnic)   | Neagu (postelnic)   | Neagu (postelnic)   | Neagu (postelnic)   | Neagu (postelnic)   | Neagu (postelnic)   |  |  | Papa Brâncoveanu       | Papa Brâncoveanu       | Papa Brâncoveanu       | Papa Brâncoveanu       | Papa Brâncoveanu       | Papa Brâncoveanu       |  |  | Stanca Brâncoveanu    | Stanca Brâncoveanu    | Stanca Brâncoveanu    | Stanca Brâncoveanu    | Stanca Brâncoveanu    | Stanca Brâncoveanu    |  |  | Șerban Cantacuzino | Șerban Cantacuzino | Șerban Cantacuzino | Șerban Cantacuzino | Șerban Cantacuzino     | Șerban Cantacuzino     |                        |                        | Constantin Cantacuzino | Constantin Cantacuzino | Constantin Cantacuzino | Constantin Cantacuzino | Constantin Cantacuzino | Constantin Cantacuzino |  |  | Alții | Alții | Alții | Alții | Alții | Alții |  |  |  |  |  |  |  |  |  |  |  |  |  |  |  |  |  |  |  |  |
|  |  | Neagu (postelnic)   | Neagu (postelnic)   | Neagu (postelnic)   | Neagu (postelnic)   | Neagu (postelnic)   | Neagu (postelnic)   |  |  | Papa Brâncoveanu       | Papa Brâncoveanu       | Papa Brâncoveanu       | Papa Brâncoveanu       | Papa Brâncoveanu       | Papa Brâncoveanu       |  |  | Stanca Brâncoveanu    | Stanca Brâncoveanu    | Stanca Brâncoveanu    | Stanca Brâncoveanu    | Stanca Brâncoveanu    | Stanca Brâncoveanu    |  |  | Șerban Cantacuzino | Șerban Cantacuzino | Șerban Cantacuzino | Șerban Cantacuzino | Șerban Cantacuzino     | Șerban Cantacuzino     |                        |                        | Constantin Cantacuzino | Constantin Cantacuzino | Constantin Cantacuzino | Constantin Cantacuzino | Constantin Cantacuzino | Constantin Cantacuzino |  |  | Alții | Alții | Alții | Alții | Alții | Alții |  |  |  |  |  |  |  |  |  |  |  |  |  |  |  |  |  |  |  |  |
|  |  |                     |                     |                     |                     |                     |                     |  |  |                        |                        |                        |                        |                        |                        |  |  |                       |                       |                       |                       |                       |                       |  |  |                    |                    |                    |                    |                        |                        |                        |                        |                        |                        |                        |                        |                        |                        |  |  |       |       |       |       |       |       |  |  |  |  |  |  |  |  |  |  |  |  |  |  |  |  |  |  |  |  |
|  |  |                     |                     |                     |                     |                     |                     |  |  |                        |                        |                        |                        |                        |                        |  |  |                       |                       |                       |                       |                       |                       |  |  |                    |                    |                    |                    |                        |                        |                        |                        |                        |                        |                        |                        |                        |                        |  |  |       |       |       |       |       |       |  |  |  |  |  |  |  |  |  |  |  |  |  |  |  |  |  |  |  |  |
|  |  | Marica Brâncoveanu  | Marica Brâncoveanu  | Marica Brâncoveanu  | Marica Brâncoveanu  | Marica Brâncoveanu  | Marica Brâncoveanu  |  |  | Constantin Brâncoveanu | Constantin Brâncoveanu | Constantin Brâncoveanu | Constantin Brâncoveanu | Constantin Brâncoveanu | Constantin Brâncoveanu |  |  | Frați: Barbu și Matei | Frați: Barbu și Matei | Frați: Barbu și Matei | Frați: Barbu și Matei | Frați: Barbu și Matei | Frați: Barbu și Matei |  |  |                    |                    |                    |                    |                        |                        |                        |                        | Ștefan Cantacuzino     | Ștefan Cantacuzino     | Ștefan Cantacuzino     | Ștefan Cantacuzino     | Ștefan Cantacuzino     | Ștefan Cantacuzino     |  |  |       |       |       |       |       |       |  |  |  |  |  |  |  |  |  |  |  |  |  |  |  |  |  |  |  |  |
|  |  | Marica Brâncoveanu  | Marica Brâncoveanu  | Marica Brâncoveanu  | Marica Brâncoveanu  | Marica Brâncoveanu  | Marica Brâncoveanu  |  |  | Constantin Brâncoveanu | Constantin Brâncoveanu | Constantin Brâncoveanu | Constantin Brâncoveanu | Constantin Brâncoveanu | Constantin Brâncoveanu |  |  | Frați: Barbu și Matei | Frați: Barbu și Matei | Frați: Barbu și Matei | Frați: Barbu și Matei | Frați: Barbu și Matei | Frați: Barbu și Matei |  |  |                    |                    |                    |                    |                        |                        |                        |                        | Ștefan Cantacuzino     | Ștefan Cantacuzino     | Ștefan Cantacuzino     | Ștefan Cantacuzino     | Ștefan Cantacuzino     | Ștefan Cantacuzino     |  |  |       |       |       |       |       |       |  |  |  |  |  |  |  |  |  |  |  |  |  |  |  |  |  |  |  |  |
|  |  |                     |                     |                     |                     |                     |                     |  |  |                        |                        |                        |                        |                        |                        |  |  |                       |                       |                       |                       |                       |                       |  |  |                    |                    |                    |                    |                        |                        |                        |                        |                        |                        |                        |                        |                        |                        |  |  |       |       |       |       |       |       |  |  |  |  |  |  |  |  |  |  |  |  |  |  |  |  |  |  |  |  |
|  |  |                     |                     |                     |                     |                     |                     |  |  |                        |                        |                        |                        |                        |                        |  |  |                       |                       |                       |                       |                       |                       |  |  |                    |                    |                    |                    |                        |                        |                        |                        |                        |                        |                        |                        |                        |                        |  |  |       |       |       |       |       |       |  |  |  |  |  |  |  |  |  |  |  |  |  |  |  |  |  |  |  |  |
|  |  | Patru băieți        | Patru băieți        | Patru băieți        | Patru băieți        | Patru băieți        | Patru băieți        |  |  | Șapte fete             | Șapte fete             | Șapte fete             | Șapte fete             | Șapte fete             | Șapte fete             |  |  |                       |                       |                       |                       |                       |                       |  |  |                    |                    |                    |                    |                        |                        |                        |                        |                        |                        |                        |                        |                        |                        |  |  |       |       |       |       |       |       |  |  |  |  |  |  |  |  |  |  |  |  |  |  |  |  |  |  |  |  |

Sursă: Stoicescu 1971. 
Preda Brâncoveanu a fost sugrumat în 1658 din ordinul lui Mihnea al III-lea. Astfel că Stanca și copii ei au rămas conform datinii în îngrijirea văduvei lui Preda, Păuna Brâncoveanu, care făcea împreună cu frații Barbu și Constantin (Matei murise deja) la 1659 o danie Mănăstirii Sadova.
„... lîngă alte bunătăți ce-i făcea [Brâncoveanu, n.m.] lui [stolnicului, n.m.] și casii lui, îl numea tată, că de multe ori și noi am auzit pe Costandin Vodă zîcînd că eu tată n-am pomenit, de vreme ce am rămas mic de tată, fără cît pe dumnealui tata Costandin l-am cunoscut părinte în locul tătîne-mieu și altele ca acestea zicea acel fericit om.” 
Conform istoricului N. Iorga, Brâncoveanu a fost crescut de mama sa „cantacuzinește”. Un rol important l-a avut în creșterea sa unchiul din partea mamei, stolnicul Constantin Cantacuzino, care i-a oferit o educație aleasă pentru acele vremuri, viitorul domn învățând, printre altele, greaca, latina și slavona. Stolnicul era un reprezentat de seamă al culturii umaniste din spațiul românesc, fiind un iubitor al literaturii și artei, creator în Țara Românească al unei școli grecești după modelul celei pe care o urmase la  rândul său în Padova.
În 1674 a murit fratele Barbu, pe când se afla la Constantinopol. A fost adus în țară și îngropat la Mănăstirea Brâncoveni, iar Constantin și mama sa au donat mănăstirii cu această ocazie satul Obârșia din județul Romanați (actualmente în județul Olt). Astfel Constantin Brâncoveanu a devenit unicul moștenitor al unei averi considerabile.

### Dregător

Harta regiunii în ajunul asediului Vienei.

Brâncoveanu a înaintat repede în ierarhia boierească. În deceniul al optulea, a deținut pe rând dregătoriile de paharnic, postelnic al doilea, logofăt al doilea și logofăt. În 1674, Brâncoveanu a fost trimis de domnul Gheorghe Duca la Brașov, ca să îi convingă pe boierii refugiați acolo să se întoarcă în țară. Din delegație făceau parte și bunica sa maternă, Ilina (văduva postelnicului), și Pârvu Cantacuzino. După negocieri lungi, între timp alăturându-li-se și Stanca Brâncoveanu, misiunea încredințată a fost împlinită. În același an, s-a căsătorit cu Marica, fiica lui Neagoe din Popești, la rândul său fiul fostului domn Antonie din Popești. Împreună au avut patru băieți și șapte fete: Stanca luă pe Radu-Vodă Iliaș; Maria pe Constantin-Vodă Duca; Safta pe Iordachi Crețulescu; Ancuța pe Nicolae Roset; Bălașa pe Manolachi Lambrino; Smaranda pe Constantin Băleanu; Ilinca Scarlat Mavrocordat și Șerban Greceanu.  După doi ani de la căsătorie, domnul a fost solicitat de turci să participe la asediul Cehrinului, iar tânărul Brâncoveanu, care menținuse relații bune cu Curtea domnească, a însoțit mica oaste. În septembrie, la întoarcere, a aflat că unchiul său Șerban Cantacuzino fugise de Gheorghe Duca din București. Ajuns la Adrianopol (în româna timpului Odriu) și apoi la Constantinopol, Șerban a obținut mazilirea domnului și propria numire pe tronul Țării Românești. Urcarea pe tron a unchiului său Șerban Cantacuzino, pe care Brâncoveanu îl urmase în toamna lui 1678 la Rusciuc, a avut drept consecință numirea tânărului vlăstar în dregătoriile de agă (ianuarie-decembrie 1679), ispravnic al scaunului București și mare postelnic. Anul 1681 îl găsea la Constantinopol, unde purta discuții în numele unchiului său cu Ladislau Csàki și Cristofor Pasko, dușmanii domnului transilvănean Mihai Apafi, cei doi asumându-și prin semnătură ca după răsturnarea lui Apafi să restabilească în Transilvania legea românească (adică religia ortodoxă) și să îl repună în funcție pe mitropolitul Sava Brancovici, persecutat și întemnițat de către calviniști pentru că nu voise să renunțe la ortodoxie. După ce în 1683 ajunsese la porțile Vienei, Imperiul Otoman, sub suzeranitatea căruia se găsea Țara Românească, a suferit un puternic recul: rând pe rând au fost pierdute de către turci în dauna imperialilor Ungaria și Transilvania, însă situația Țării Românești nu permitea înlăturarea vasalității turcești. Iorga descria situația țării astfel:
„Pe toată linia Dunăriĭ [...] eraŭ numaĭ cetățĭ de ale Turcilor. Dar nu numaĭ atîta [...] în Bugeac, în partea sudică a Basarabieĭ, din vremea luĭ Mihaĭ Viteazul încă se aduseseră Tatariĭ. [...] era de ajuns un semn, și Tatariĭ din Bugeac, de la Sudul Basarabieĭ, ca și ceĭ din Dobrogea, să invadeze Moldova și Țara-Romănească.”

Negocierile lui Șerban Cantacuzino cu împăratul Leopold au început după depresurizarea Vienei în 1683, dar nu au ajuns la o concluzie nici până în primăvara lui 1688; prevederile erau un tribut de 75.000 de taleri, plătibil împărăției, un ajutor de 6000 de soldați dați domnului în caz de nevoie (întrebarea rămânea cine îi urma să îi plătească). O problemă persista totuși, întrucât Șerban Cantacuzino dorea să se alăture austriecilor doar după ce turcii și tătarii ar fi fost învinși, ca acești să nu poată pustii țara, pe când tabăra imperială dorea să îi atragă pe valahi mai devreme, tocmai pentru a înlesni atingerea acestui deziderat. În ciuda acestui fapt, la 9 martie 1688, domnul Șerban Cantacuzino și familia sa (stolnicul Constantin, Mihai Cantacuzino și ginerele Constantin Brâncoveanu) depuneau jurământul de credință față de austrieci, în fața solilor imperiali. Nu s-a putut trece peste diferend, solii trimiși la 18 mai 1688 de Șerban la Viena întorcându-se fără rezultat. Austriecii au cerut trecerea imediată în tabăra lor, iar din cauză că domnul tot nu dorea să se lege, împăratul a hotărât să frângă voința domnului cu forța. În timp ce generalul Caraffa (comandantul armatelor imperiale din Ungaria superioară și Transilvania) urma să plece pentru a asedia Belgradul cu armata principală, în Transilvania avea să rămână generalul Veterani cu 4000 de oameni. După cucerirea Lipovei (în germană Lippa), Veterani s-a despărțit de Caraffa și a pornit via Lugoj și Caransebeș spre Orșova, ajungând la data de 14/24 august la Cerneți. În cuvintele cronicarului Radu Popescu: 
Atuncé Serbanŭ Vodă de aceasta înțelegândŭ de grabŭ trimise pre nepotu-seŭ Costandinŭ Brâncoveanulŭ vel-Logofetŭ, cu cârți la Viterani Generariulŭ, cu multă rugăciune si cu multe darurĭ scumpe, ca să se întórcă înapoĭ ear', ca nu cumva simțindŭ Turciĭ vorŭ zice că este țéra haină, si vorŭ porunci Tătarilorŭ de vorŭ veni aicĭ în țéră să o robéscă. Atuncé Viterani Generariulŭ înțelegândŭ de aceasta, numai decâtŭ s'au redicatŭ de acolo cu tótă óstea luĭ de au venitŭ pre suptŭ munte pînă la Câmpulungŭ.
La negocierile de la Câmpulung, lui Brâncoveanu i s-au adăugat și fratele domnului, Mihai Cantacuzino și boierul Constantin Bălăceanu. Generalul Veterani a putut fi înduplecat să părăsească țara spre Brașov, în schimbul promisiunii că Șerban Cantacuzino va trimite o solie formată din rude apropiate care să declare fățiș aderența Țării Românești la partida creștină. În 2/12 octombrie, solii Iordache Cantacuzino, Mihai Cantacuzino, Constantin Bălăceanu și Șerban Vlădescu au plecat spre Viena, însă au fost opriți după o săptămână de Veterani în Transilvania, întrucât împuternicirea nu era îndestulătoare. Șerban Vodă l-a trimis pe Brâncoveanu cu o împuternicire validă, după acordarea căreia solii au putut să-și continue drumul.

### Începutul domniei
Între timp, la 29 octombrie/8 noiembrie 1688, domnul Șerban Cantacuzino a murit. Del Chiaro, Cantemir și Radu Popescu au înregistrat zvonul că Brâncoveanu ar fi fost implicat în asasinarea domnului, împreună cu frații acestuia Mihai și Constantin Cantacuzino, însă ipoteza a fost combătută de Iorga, care arăta că voievodul era de mult timp bolnav și că nu existau diferende politice între el și frații săi. Și Constantin C. Giurescu consideră puțin probabil ca Brâncoveanu să fi participat la o astfel de intrigă, precizând că e greu de stabilit temeiul învinuirii. Într-o scrisoare către egumenul mânăstirii Brâncoveni, prin care cerea o contribuție la plătirea ploconului împărătesc, Constantin Brâncoveanu se pronunța asupra alegerii sale ca domn: „Ne-am ridicat domn iar domnia mea aceasta nu aș fi pohtit, că știe sfinția ta că de nici unele lipsă n-am fost ci ca un domn eram la casa mea … și pentru ca să vină nișcari străini domni asupra țării și a săracilor să-i necăjească fără milă și să pustiască țara, pentru aceia am luat domnia mea jugul acesta asupra domniei mele”.
După preluarea domniei, Brâncoveanu a reconfirmat mandatul solilor trimiși la Viena. Aceștia au ajuns acolo la 10 decembrie 1688, ajungând pe 30 ianuarie la următorul acord, înscris într-o diplomă: Țara Românească renunța la toate legăturile cu Poarta și reînnoda atârnarea față de Ungaria, moștenitor ai cărei regi era împăratul Austriei. Cei doi Cantacuzini au rămas la Viena ca ostatici, garanție pentru ținerea angajamentului, însă în țară s-a întors numai Șerban Vlădescu,  întrucât  Constantin Bălăceanu a fost întâmpinat în Transilvania de văduva lui Șerban Cantacuzino, soacra sa, care i-a adus vestea că Brâncoveanu a dispus plătirea restului de haraciu datorat din averea rămasă de la domnul răposat.
Brâncoveanu l-a pedepsit pe boierul Șerban Vlădescu, fapt care l-a condus pe istoricul Constantin Giurescu să caute explicația în faptul că solii ar fi depășit mandatul verbal al lui Brâncoveanu, anume că înțelegerea avea să se aplice doar cu condiția lui Șerban.
Atitudinea lui Brâncoveanu i-a iritat pe imperiali, care aveau nevoie de resursele Țării Românești pentru a-și întreține trupele din regiune. În consecință, imperialii au decis să își ia cu forța lucrurile de care aveau nevoie: ducele de Baden a invadat Țara Românească dinspre Cerneți, la începutul lui noiembrie 1689, acțiune coordonată cu invazia generalului Donat Heissler dinspre nord, prin pasul Bran.
Pus în fața forței imperialilor, Brâncoveanu s-a conformat, plătind restul de tribut în acord cu diploma din ianuarie 1688, fiind nevoit să accepte iernarea în țară a 12 regimente și să predea armatei austriece 1500 de cai. Cum a găsit însă răgazul, domnul s-a adresat tătarilor și turcilor, chemându-i spre ajutor, întrucât o incursiune a tătarilor era preferabilă jafului neîntrerupt de săptămâni al cătanelor. În ianuarie 1690 tătarii au intrat în țară, iar Heissler se retrăgea peste graniță, urmărit de tătari.

### Bătălia de la Zărnești
Pentru a elimina însă pericolul pe care îl reprezenta oastea imperială situată la granițele sale, Brâncoveanu a pornit în vară o ofensivă cu ajutorul turcilor și al curuților comandanți de pretendentul la tronul Transilvaniei, Emeric Tököli. Luând-o pe poteci de munte, au ocolit Branul, putând astfel să-l ia prin surprindere oastea formată din austrieci și secui: bătălia de la Zărnești a fost catastrofală pentru imperiali, generalul Heissler fiind luat prizonier. Tot acolo a murit și Constantin Bălăceanu. Deși l-au încoronat pe Tököli principe al Transilvaniei, sosirea armatei ducelui de Baden i-a determinat pe învingători să se retragă la sudul Carpaților.
În conflictul dintre turci și austrieci, vara lui 1690 a dus mutarea frontului la nord de Dunăre și în vest, Țara Românească scăpând de greutățile pe care le aducea statutul de câmp de luptă. Astfel relațiile lui Brâncoveanu cu imperialii s-au îmbunătățit rapid. Era în interesul lui să mențină relații bune cu ei, întrucât exista perspectiva întoarcerii forțelor, cât și a căderii sub stăpânirea austriacă odată cu încheierea viitorului tratat de pace. Imperialii aveau nevoie de el, întrucât pe timp de război domnul Țării Românești era cea mai bună sursă de informații despre ceea ce se petrecea în Imperiul Otoman, el fiind în legătură permanentă cu capuchehaialele sale de pe lângă Poartă, cu pașii din Silistra, Nicopole și Vidin și avea agenți pe lângă alți demnitari ai Imperiului Otoman. Relațiile au fost intermediate de contele de Erbs, luat prizonier la Zărnești.
Restul domniei lui Brâncoveanu a însemnat o perioadă lungă de pace.

### Până la Tratatul de la Karlowitz
Brâncoveanu era un dușman al Cantemireștilor din Moldova. Constantin Cantemir îi trimisese generalului Heissler fonduri bănești, când acesta din urmă ocupase Bucureștii. Când domnul Moldovei a murit în primăvara lui 1693, a fost succedat pe tron de fiul său Dimitrie, care ținea corespondență cu Maria Cantacuzino (văduva lui Șerban). Brâncoveanu a acționat repede la Constantinopol întru schimbarea tânărului Dimitrie: a logodit-o pe fiica sa Maria cu boierul Constantin Duca (fiul fostului domn moldovean Gheorghe Duca) și a obținut numirea pe tron a acestuia. Constantin Duca s-a dovedit o dezamăgire, întrucât represiunile sale crunte împotriva partidei adverse au stârnit mânia marelui vizir, care a trebuit să fie stinsă cu pungile de bani ale domnului Țării Românești.
În iunie 1693 Țara Românească a fost zguduită de vestea că turcii și tătarii aveau să invadeze Ardealul prin Muntenia. Brâncoveanu a mers la Rusciuc, unde vizirul l-a primit cu multă căldură. Sfatul său în consiliul de război ca invazia să se facă pe la Teleajen a fost primit cu unanimitate, însă evoluțiile din apropierea Belgradului au salvat țara de la efectele trecerii acestor armate, trupele credincioase sultanului fiind nevoite să pornească spre Belgrad.

În 1695, sultanul Mustafa al II-lea a pornit într-o expediție în Ungaria. A cucerit Lipova și l-a omorât pe generalul Veterani lângă Lugoj. Lui Brâncoveanu i-a revenit sarcina de a apăra Dunărea la Cerneți, misiune de care s-a achitat întru totul. În plus, a fost nevoit să repare cetatea Cladova. La întoarcere, sultanul a intrat în țară, așa că domnul a fost obligat să îl întâmpine, însă acest lucru a suscitat frici, întrucât se credea că i-ar fi putut pica în mână scrisori compromițătoare. Brâncoveanu nota pe marginea calendarului:
„† Septemvrie 18 dni, Miercuri mĭ-au venit veaste de la Cornea vel ban, de la Cerneț, că pogoară Inpăratul Sultan Mustafa pe la Rușava, să treacă pen țară, să meargă la Necopoe.† Septemvrie 20 dni, ne-au venit ferman să meargem înnaintea Inpăratului.”

### După Tratatul de la Karlowitz
După încheierea tratativelor de pace de la Karlowitz, în Peninsula Balcanică s-a restabilit un echilibru între austrieci și otomani. În prima lună a anului 1700, Brâncoveanu a fost nevoit să părăsească scaunul, pentru a-i da ajutor hanului tătar împotriva nogailor răsculați. A tăbărât la Drăgănești, unde a primit ordin de la sultan să se întoarcă, întrucât problema se rezolvase între timp. Pe plan intern, a fost urzită o intrigă împotriva domnului și a Cantacuzinilor, de către Dumitrașcu Corbeanu, Grigore Băleanu și Radu Hrizea Popescu. Complotiștii au înaintat plângerea unui dregător turc, care însă s-a adresat lui Brâncoveanu. Boierii au fost închiși, însă domnul a trebuit să răscumpere bunăvoința turcilor cu 300 de pungi, constând din 67.500 de taleri din vistierie și 82.500 din veniturile proprii.
Pe plan extern, intrigile lui Brâncoveanu au obținut în același an mazilirea lui Antioh Cantemir, care a fost depus la Constantinopol în temnița ordinară. În locul său a venit Constantin Duca, în care domnul Țării Românești își pierduse încrederea. În scurt timp Duca s-a făcut nepopular, iar boierii moldoveni băjeniți au fost primiți de Brâncoveanu, care a intermediat discuțiile lor cu solul trimis de Duca pentru negocieri. O lovitură pentru mândria lui Brâncoveanu a fost firmanul Porții din care reieșea că Duca ceruse deasupra capului său predarea boierilor, lucru pe care domnul Țării Românești l-a evitat prin mijloace diplomatice.
În 1702, după ce l-a primit cu mare fast pe ambasadorul britanic la Constantinopol William Paget, aflându-se la Mânăstirea Brâncoveni, domnul Țării Românești a fost informat despre schimbarea marelui vizir cu Mustafa Pașa Taltaban, cunoscut pentru cruzimea și lăcomia sa. Pe lângă faptul că a primit un consistent peșcheș de numire în funcție, acesta a dispus ca țara să plătească întregul haraci odată, ceea ce a necesitat mari eforturi până la capătul anului; în scurt timp a fost omorât și înlocuit cu Rami Efendi.

### Adrianopol
Anul 1703 a reprezentat un moment de răscruce pentru Constantin Brâncoveanu. A primit informații că o grupare adversă, din care făcea parte și Alexandru Mavrocordat, complota împotriva sa, iar refuzul domnului de a plăti unui muftiu 50 de pungi de bani a agravat situația. O solie condusă de Kuciuk Selin a ajuns la București în aprilie, unde i s-a prezentat domnului firmanul din partea vizirului, în care era invitat să meargă la Adrianopol (unde era stabilită la acel moment Poarta), pentru ca „să sărute poala împărătească”. Curtea a fost cuprinsă de panică; în fapt, după cum au aflat trimișii domnului, intențiile vizirului erau rele. Plecarea lui Brâncoveanu a fost amânată cu patru săptămâni, întrucât s-a îmbolnăvit de erizipel; imbrohorul a cerut să-l vadă pe domn, însă s-a convins că boala nu era simulată, „văzându-l umflat la cap, obraz și gât, de abia recunoscându-l”.
Abia în mai a putut Brâncoveanu să părăsească Bucureștii, după ce a fost convins de Cantacuzini (conform lui Ion Neculce) să nu aleagă calea exilului. Din alaiul impresionant făceau parte stolnicul Cantacuzino, toți boierii mari, mitropolitul țării, medicul Iacob Pylarino, în total 1500 de persoane. În spatele deplasării foarte lente nu era numai sănătatea convalescentă a domnului, ci și nevoia de a temporiza pentru a cumpăra bunăvoința dregătorilor Porții. În tabăra de la Arnăutchioi, domnul l-a întâlnit pe Alexandru Mavrocordat, căruia i-a fost făcută o primire impunătoare și numeroase cadouri. Ajuns în Adrianopol, a fost primit după o săptămână de vizir, care l-a anunțat că Imperiul Otoman crește haraciul de la 280 de pungi la 520, o veste primită de voievod și boieri cu multă supărare. Totuși, decizia trebuia acceptată, iar Brâncoveanu a fost reînvestit în domnie, printr-o ceremonie în care vizirul i-a îmbrăcat pe domn și pe boieri în caftane valoroase.
Sumele luate la plecare se dovediseră neîndestulătoare, astfel că boierul Toma Buculbașa a sosit din țară cu pungi de bani, fiindu-le făcute cadouri mamei sultanului și sultanului însuși. Audiența la sultan a fost scurtă, padișahul limitându-se la a-i da sfaturi banale lui Brâncoveanu, care era confirmat în domnie pe viață. În restul timpului petrecut la Adrianopol, domnul a lucrat ca să fie schimbat Constantin Duca de pe tronul Moldovei. Marele vizir i-a propus lui Brâncoveanu scaunul, însă la sfatul stolnicului Cantacuzino, acesta a refuzat, întrucât era vorba de o încercare de a-i stoarce mai mulți bani. A fost impus protejatul său, Mihail Racoviță. Drumul la Adrianopol, audiența la sultan și întoarcerea victorioasă la București au fost imortalizate într-o frescă la Palatul de la Mogoșoaia, distrusă între timp.
Toma Cantacuzino rămăsese după episodul Adrianopol pe lângă Poartă, însă a fost schimbat pentru că începuse să ducă o politică independentă, încercând chiar o apropiere de Dimitrie Cantemir. În locul său, Brâncoveanu l-a trimis pe Ștefan Cantacuzino. Conform istoricilor Ștefan Ionescu și Panait I. Panait, este posibil ca în această perioadă să fi început răcirea relației lui Brâncoveanu cu Toma și Mihai Cantacuzino. Situația țării era agravată de schimbările frecvente din ierarhia Imperiului Otoman, ultimele luni ale anului 1704 văzând numirea în funcția de vizir a doi dușmani ai lui Brâncoveanu (Ahmed Calaili și Tebendar Mehmed).
La începutul anului 1705, prin intermedierea lui Alexandru Mavrocordat și a patriarhului Dosithei, Brâncoveanu a ajuns la o înțelegere cu Antioh Cantemir, cele două părți angajându-se să nu se mai pârască între ele la Poartă. În consecință, Mihail Racoviță a fost mazilit, iar pe la mijlocul anului Antioh Cantemir și-a început a doua domnie. Anul 1706 a adus mai multe cereri de bani din partea turcilor, iar tentativele de negociere nu au dat roade; în consecință, Brâncoveanu a contribuit din propria vistierie pentru a acoperi sumele cerute, la care se adăugau cheltuielile prilejuite de numirea unui nou mare vizir, Ali Pașa.

### Conflictul cu familia Cantacuzino
În iunie 1707, Mihai Cantacuzino a fost schimbat din funcția de mare spătar, iar stolnicul Constantin Cantacuzino a fost rechemat de la Constantinopol. Rușii au făcut demersuri ca Mihai Cantacuzino să fie reinstituit în funcția lui, la care Brâncoveanu a răspuns că unchiul său fusese păstrat în dregătorie „nu din cauză că ar fi slujit cu folos în treburile voastre și ale noastre, ci din cauza înrudirii pe care am avut-o cu el [...] Mihai deși deștept și ager, muncește numai pentru sine și pentru casa sa, iar nu pentru treburile obștești”.
Conflictul cu protectorii săi s-a manifestat într-o controversă asupra numirii boierului David Corbea ca rezident pe lângă curtea lui Petru cel Mare. Acesta, un om al Cantacuzinilor, fusese trimis în Rusia la începutul anului, pentru ca în aprilie să fie încredințat de țar cu o misiune pe lângă Francisc Rakoczy. Brâncoveanu se aștepta să fie ținut la curent cu detaliile, însă a fost ocolit dinadins, Corbea scriindu-le doar Cantacuzinilor.
În orice caz, însuși țarul Petru s-a adresat în iulie 1707 lui Brâncoveanu pentru repunerea lui Mihai Cantacuzino în funcție, însă a fost refuzat politicos, ceea ce nu a afectat însă relațiile dintre cele două state. În următorii ani, relațiile dintre Brâncoveanu și unchii săi au rămas foarte proaste: în timp ce Mihai cerea țarului asigurări pentru azil, stolnicul Constantin era retras de la curte la moșiile sale.
În primăvara lui 1707, atât Brâncoveanu cât și Antioh Cantemir au primit firman de la sultan, prin care li se cerea să participe în foarte scurt timp în persoană la repararea și fortificarea cetății Bender. Voievodului român i se cerea să pună la dispoziție 200 de lemnari, 100 de zidari, 2.000 de salahori și 350 de care. Deși a trimis toți meșterii, a făcut tot posibilul să fie scutit de a se prezenta în persoană, ceea ce l-a costat 30 de pungi.
În primăvara anului următor, cererea s-a repetat, țara fiind nevoită să trimită 1500 de salahori, 220 de care și 60 de toporași la Bender, efort care nu se scădea din haraci (tributul oficial). La supărarea lui Brâncoveanu s-a adăugat că la câteva zile după plecarea acestora, a sosit ordinul să fie suplimentați cu 500 de salahori, 100 de care și 40 de lemnari. În vară Poarta a cerut în avans 142 de pungi din haraci. După acest efort, a mai cerut un adaos de 180 de pungi; trimisul Porții i-a oferit la transmiterea veștii ca semn de prețuire un hanger împodobit cu diamante, dar pentru strângerea pungilor, care au fost predate la începutul lui 1709, domnul a trebuit să apeleze la veniturile sale proprii, la marii boieri, la bresle și la preoți.
O dată cu defectarea lui Mazepa, legăturile cu Rusia au fost afectate. Au trebuit reluate prin noul hatman al Ucrainei, Scoropadski, rămas credincios țarului. Victoria de la Poltava a rușilor împotriva suedezilor și lipsa de reacție a turcilor au fost noi impulsuri pentru țările aflate sub suzeranitatea otomană. Brâncoveanu a încheiat în 1709 o înțelegere secretă cu țarul, care prevedea că domnul muntean avea să strângă o oaste balcanică de 30.000 de oameni și avea să alimenteze armata rusă în timpul războiului acesteia cu turcii; înțelegerea intra în vigoare în momentul intrării în țară a trupelor. Țara Românească devenea în schimb independentă, iar lui Brâncoveanu i se garanta domnia pe viață.

### Războiul ruso-turc din 1710
La începutul anul 1710 a preluat domnia Moldovei fiul Exaporitului, Nicolae Mavrocordat. Om de încredere al Porții, ca fost mare dragoman, misiunea lui era și să supravegheze relațiile dintre Țara Românească și Rusia. La sfârșitul anului, Mavrocordat a fost schimbat de Poartă pentru că nu era considerat în stare să oprească defectarea lui Brâncoveanu, fiind înlocuit cu Dimitrie Cantemir.
Schimbarea vizirului Nu'man Pașa cu Mehment Pașa Baltagi, un reprezentant al cercurilor otomane agresive, vădea că Imperiul Otoman se pregătea pentru război cu rușii. Cererile turcești deveneau copleșitoare și către sfârșitul anului situația lui Brâncoveanu era dramatică, pentru că ezitarea îndeplinirii angajamentelor față de puterea suzerană ar fi dus nemijlocit la represalii împotriva țării.
În octombrie Brâncoveanu știa că fusese concentrată la Tighina o armată otomană, căreia i se puteau adăuga tătari și cetele regelui suedez Carol al XII-lea. În decembrie 1710, ambasadorul francez îi scria regelui său că la Constantinopol se credea că Brâncoveanu va fi scos din domnie. Conform lui Ion Neculce, hanul tătar sprijinea pe Dimitrie Cantemir pe tronul Moldovei cu argumentul că Brâncoveanu trebuia mazilit, și numai Cantemir ar fi fost capabil să îl prindă. Sub acoperirea oferită de misiunea de a-l supraveghea pe Brâncoveanu, Cantemir pregătea de fapt propria defectare.
În mai 1711, armata turcească condusă de vizir a părăsit Adrianopolul; către capătul lunii trupele rusești au intrat în Moldova, și Cantemir și-a proclamat public trecerea de partea țarului, ceea ce a alienat mai toți boierii țării, dar a entuziasmat populația, domnul moldovean reușind să recruteze 17.000 de voluntari. Dar dacă moldovenii aveau la graniță armata rusă aliată, situația în Țara Românească era complet diferită: linia Dunării era complet jalonată de bastioane turcești, iar trădarea ar fi însemnat o reacție turco-tătară anterioară confruntării cu rușii, așa că Brâncoveanu era în expectativă.
Brâncoveanu a primit firman de la vizir să se alăture oștii otomane la Tighina, împreună cu toți slujitorii (militarii) pe care îi avea, astfel că a pornit la 18 mai din București. Când a ajuns la Gherghița, a primit ordin să se oprească, tăbărând la Albești, gura Urlaților.
„Fiind deci domniia în gura Urlaților și pravoslavnicul domnu îngrijat aflîndu-se, în ce chip ar face ca într-o vreme cumplită ca aceia, întreagă să păzească țeara și fără primejdie dă cătră amîndoaoă părțile, adecă și dă cătră turci, și dă către moscali, dumnezeiasca pronie carea necontenit iaste păzitoare celui ce nădăjduiaște întru ia, bine au voit ca și acest lucru să să chivernisească de buna otprăvuire a înteleptului domnu. Că aflîndu-se turcii întru mare groază și temere nu puțină, ca nu cumva să să biruiască dă moscali, carii încremeniți mergea la război și cu totul dăznădăjduiți dă izbîndă, data-au voe veziriul mării sale domnului să mijlocească ca un creștin către creștini, că doară s-ar putea înnoi pacea între înpărății.” 
Prin Hrisant Notara, marele vizir i-a incredințat domnului Țării Românești să medieze între el și țar (vezi în caseta de la dreapta textul aferent din cronica oficială). Brâncoveanu l-a trimis la Iași pe Gheorghe Castriotul, mai degrabă pentru sondarea situației, întrucât țarul Petru cel Mare nu a primit cu bucurie solia.
A fost luat prin surprindere când Toma Cantacuzino (marele spătar, deci conducătorul armatei) a fugit din tabără împreună cu o parte din trupe, pentru a se alătura țarului. Conform lui Del Chiaro, Brâncoveanu a izbucnit în plâns la aflarea veștii. Ajuns la Iași, Toma Cantacuzino a fost primit bine de țar, pe lângă care a urzit intrigi împotriva lui Brâncoveanu, și a călăuzit armata condusă de generalul Rönne care a asediat cetatea Brăilei. Grosul armatei ruse s-a confruntat cu turcii la Stănilești, fiind învinsă, astfel că la 21 iulie s-a încheiat un armistițiu. Ziarele occidentale au atribuit o mare parte din vină voievodului muntean, însă relațiile cu țarul au fost reluate și au fost strânse între 1712-1713.
În perioada următoare, Brâncoveanu s-a concentrat să satisfacă cererile turcilor, deși a depus plângeri pentru micșorarea lor, a confiscat averile lui Toma Cantacuzino și ale însoțitorilor săi pe motiv de hainie și a întreprins măsuri pentru a-și asigura un refugiu în Transilvania, după cum informa și Gazette d'Amsterdam în 31 iulie 1711. În 27 martie 1712 lui Brâncoveanu i-a fost garantată pentru a treia oară posibilitatea de a se refugia la nevoie în Transilvania.
În același an, a fost dat un firman prin care urmau să fie lepădați de legea musulmană cei care puneau la îndoială credința domnului muntean, o stratagemă pentru a înăbuși suspiciunile sale. În 1713 a fost numit în dregătoria de mare vizir Gin Ali Pașa, despre a cărui vizirat istoricul Joseph Marie Jouannin scria în 1840 (în opul Turquie) că a fost marcat de schimbări rapide în fruntea ierarhiei otomane și de crime. Gin Ali Pașa a răspuns în 1714 afirmativ scrisorii prin care Constantin Brâncoveanu sonda sentimentele Porții, cerând încuviințarea pentru nunta fiului Radu cu fata lui Antioh Cantemir; ba mai mult, marele vizir punea la dispoziție și oameni care să însoțească cortegiul miresei de la Constantinopol până în Țara Românească.

### Mazilirea și supliciile
Capugiul Mustafa-aga, unul dintre cei mai vechi prieteni ai lui Brâncoveanu, a ajuns la București în ziua de marți, 23 martie/4 aprilie 1714. Ales ca să nu-l înspăimânte pe Brâncoveanu, a călătorit cu pretextul că ar avea treburi la Hotin. Întâmpinat de ofițeri ai lui Brâncoveanu, a spus că este obosit și că ar dori să fie primit a doua zi în audiență. Del Chiaro descrie ce s-a întâmplat apoi după cum urmează:
„A doua zi, Mercuri, obicinuitul alai conduse pe capugiu la Curte, așteptat de Brâncoveanu în marea sală de audiență unde, sosind Turcul, Domnitorul se ridică de pe tron, îl întâmpină până la jumătatea odăiei și urându-i bun venit îl poftește să șadă. Turcul răspunse că nu este timp de șezut, și fiindu-i vechi prieten regretă a-i fi adus o știre rea, dar să aibă răbdare și să se supuie voinții divine și să asculte de ordinele Sultanului, și scoțând o năframă de mătasă neagră o puse pe un umăr al Principelui, spunându-i mazil, ceea ce înseamnă detronat. Bietul Principe, surprins, începu să deteste nerecunoștința sălbatică  a turcilor, cari răsplătesc în așa fel serviciile aduse împărăției în 25 și mai bine de ani, și voind a se așeza pe tron, fu împins la o parte de turc, care-i spuse că locul său nu mai este pe tron.”
În continuare, Brâncoveanu a fost închis sub pază în sala de audiență, în timp ce Mustafa-aga a citit boierilor adunați în grabă firmanul prin care fostul domn și întreaga sa familie erau declarați  haini. Apoi a fost dat în paza boierilor, care răspundeau cu viața și averea prin ordinul sultanului de prizonier, în timp ce turcii au pornit să sigileze vistieria și cămara (tezaurul public și tezaurul privat). Negustorii au fost la rândul lor făcuți responsabili ca boierii să nu-l facă pe mazil scăpat.
A doua zi, în ziua de Buna Vestire (25 martie/6 aprilie) a ajuns în București imbrohorul, care l-a impus boierilor pe Ștefan Cantacuzino. Tot de la Del Chiaro citire:
„Ce priveliște rară! ce schimbare unică! în același timp, doi Voevozi în aceiași Curte: unul depus, iar altul, cum susține toată lumea, impus. […] Principele Ștefan, după primirea omagiilor, trecu în apartamentul lui Brâncoveanu pe care-l asigură de surprinderea întronării sale fără voe, precum și de calitățile ce recunoaște fostului Voevod. În timpul acestei întrevederi am remarcat că Cantacuzino sta în picioare, îar Brâncoveanu care ședea, având cuca pe cap, îi răspunse cu politeța sa cunoscută că: e mai bine că domnia a fost încredințată lui decât unui străin.”
Mazilul și familia sa au fost trimiși a doua zi la Constantinopol, Brâncoveanu fiind condus de noul domn al țării. Conform lui Del Chiaro, i-ar fi spus: „dacă aceste nenorociri sunt de la Dumnezeu pentru păcatele mele, facă-se voia lui. Dacă însă sunt fructul răutății omenești, pentru pieirea mea, Dumnezeu să ierte pe dușmanii mei, dar păzească-se de mâna teribilă și răsbunătoare a judecății divine.” Până la graniță l-au condus o mână de boieri. Concomitent, la Constantinopol a fost arestată Bălașa, fiica lui Brâncoveanu, care se pregătea s-o aducă în țară pe logodnica lui Radu Brâncoveanu (Maria, fiica lui Antioh Cantemir).
Călătoria a durat circa trei săptămâni, dar în pofida speranței sale, fostul domn nu a fost închis într-unul din palatele sale, ci în închisoarea Edikule (Cele șapte turnuri), „într-un loc întunecos”. A fost dezbrăcat de hainele domnești cu care plecase din București. Doamna Marica, o noră și doi nepoți au fost închiși într-un loc mai înalt și mai luminos.

### Execuția
Odată cu Brâncovanul au pierit cei patru feciori ai lui, cărora el le-a grăit astfel în ora morții: „Iată, toate avuțiile și orice am avut, am pierdut! Să nu ne pierdem încai sufletele... Stați tare și bărbătește, dragii mei! să nu băgați seamă de moarte. Priviți la Hristos, mântuitorul nostru, câte a răbdat pentru noi și cu ce moarte de ocară a murit. Credeți tare întru aceasta și nu vă mișcați, nici vă clătiți din credința voastră pentru viața și lumea aceasta...”. Acestea zicând el, porunci împăratul de le tăiară capetele, întâi ale feciorilor, începând de la cel mai tânăr, și mai pe urmă a tăiat capul lui Constantin Brâncovanu, și aruncară trupurile în mare. Și creștinii, după aceea, aflându-le, le-au astrucat la Patriarhie. 
După cum remarca N. Iorga în 1899, „[c]ea maĭ mare parte din ceĭ ce cunosc catastrofa tragică a familieĭ fericite a luĭ Brâncovénu nu bănuesc că ceea ce ni se dă ca istoria acesteĭ drame nu e alta decât un mosaic de scirĭ [știri, n.m.] pestrițe, luate de la fel de fel de isvóre de a doua mână: scurte mărturiĭ de călĕtorĭ, povestirĭ tărḑiĭ [târzii, n.m.]”. Cert este că execuția a avut loc pe data de 15/26 august 1714, când creștinii sărbătoreau Adormirea Maicii Domnului.
Capetele de acuzare împotriva lui Brâncoveanu, în număr de nouă, au fost consemnate de Del Chiaro. În primul rând, era acuzat de corespondența secretă cu Austria, Moscova, Polonia și Veneția și de faptul că transmitea acestora știri despre turci. Era de asemenea învinuit pentru diploma austriacă prin care era declarat principe al Sfântului Imperiu Roman (2), pentru sărăcirea țării în dauna îmbogățirii sale (3), pentru că locuia la Târgoviște 6 până la 7 luni pe an, aducând astfel pagube Bucureștilor (4) și pentru că cumpărase multe moșii, pregătind pe una construirea unui mare palat (5). Era de asemenea acuzat pentru sumele depuse la Viena și Veneția (6), că fuga lui Toma Cantacuzino din 1711 ar fi fost cu acordul său (7), că își cumpărase din Viena instrumente muzicale pe care nici sultanul nu le poseda (8) și că a bătut în Transilvania monede de aur (9).
După execuție capetele au fost purtate în vârf de suliță prin oraș, în timp ce corpurile au rămas la locul execuției, de unde au fost aruncate spre seară în mare.

### Posteritate

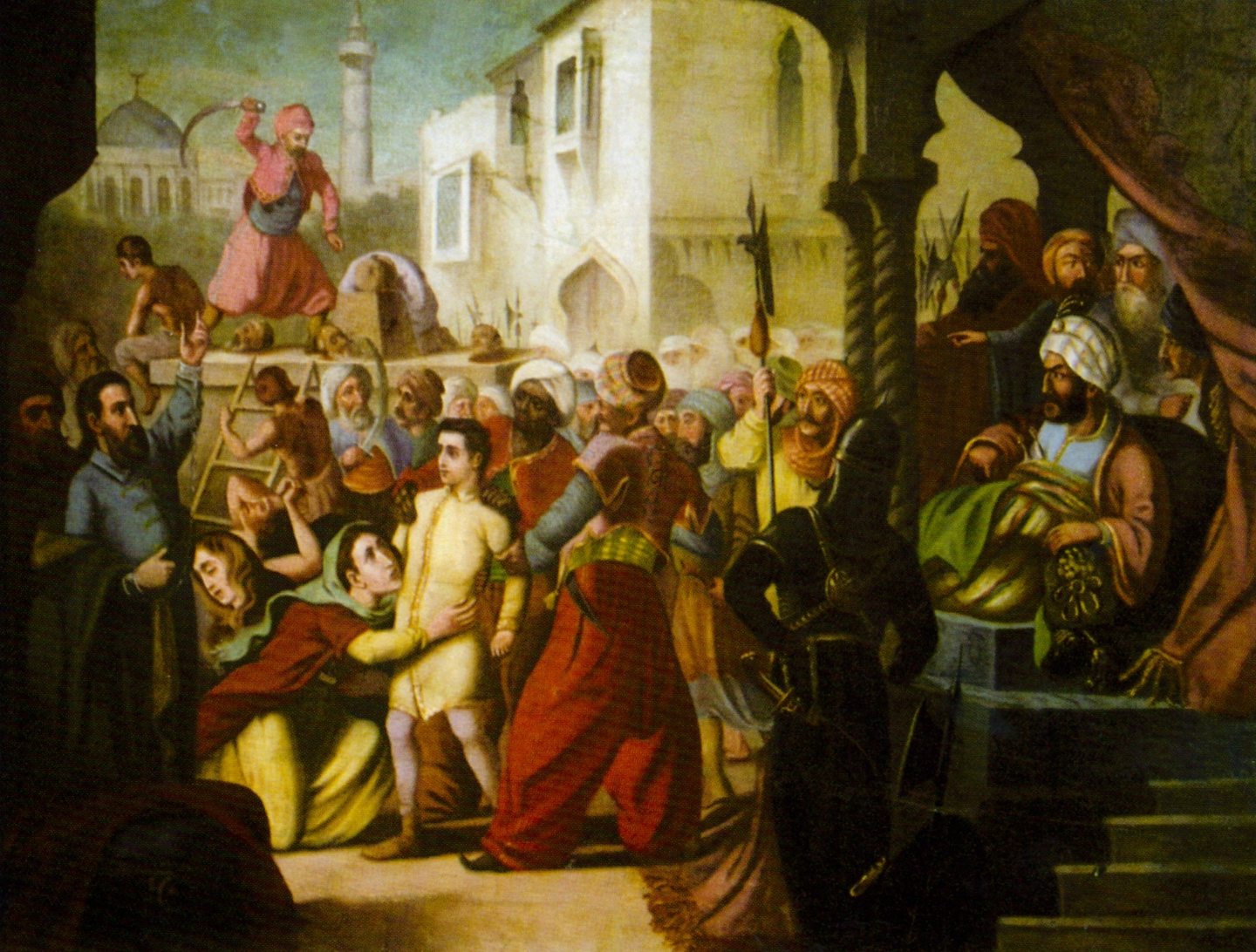
Martiriul brâncovenilor de Constantin Lecca, sec. al XIX-lea

După martiriu, trupul lui Brâncoveanu fusese aruncat în marea Marmara, fiind pescuit de niște greci care l-au îngropat pe o insulă din largul mării. În 1720, văduva Marica l-a adus în țară și l-a înmormântat la Biserica Sfântul Gheorghe Nou din București, ctitorie a domnului. Lespedea nu a fost inscripționată, pentru a nu a afla turcii că trupul a fost adus în țară, însă văduva domnului a inscripționat numele Constantin Brâncoveanu în caractere chirilice pe candela de argint, inscripție redescoperită în 1914.
Osemintele lui Brâncoveanu au fost dezgropate în secolul al XX-lea în două rânduri, în 1932 și în 1985. În 1932, osemintele domnului au fost identificate cu prilejul unei cercetări arheologice desfășurate la biserică, în coordonarea lui Virgil Drăghiceanu, secretar al Comisiunii Monumentelor Istorice. În 1985 au avut loc lucrări de consolidare ale mormântului, conduse de arheologul Panait I. Panait.
În 12-15 mai 2014, cripta de la Biserica Sfântul Gheorghe Nou a fost deschisă din nou, fiind identificate trei sicrie; într-unul din ele erau rămășițele lui Constantin Brâncoveanu, un craniu cu urme corespunzând descrierii morții și celelalte oase dispuse sub formă de cruce (în alt sicriu erau oasele soției și ale unora dintre urmașii săi). Patriarhia Română a însărcinat cu această cercetare arheologică o echipă de la Muzeul Municipiului București, completată de două persoane de la Institutul de Antropologie „Francisc Rainer” al Academiei Române.
Cu ocazia împlinirii a 300 de ani de la martiriul din Constantinopol, Biserica Ortodoxă Română a plasat rămășițele domnului într-o raclă, ritual descris de vicarul administrativ patriarhal Ionuț Corduneanu astfel: „Pregătirea pentru așezarea în raclă este una specifică sfintelor moaște și a fost făcută de preasfințitul părinte Varsanufie Prahoveanul, episcop vicar al arhiepiscopiei Bucureștilor. Astfel, osemintele domnitorului au fost spălate cu agheasmă mare, cu vin curat, ulei și unse cu sfântul și marele mir, pregătit odată în an în Joia Mare. Este o pregătire demnă de toată cinstea. Apoi osemintele se pun într-o pânză de in, fiind un acoperământ rezistent, așezate după structura anatomică. Capul se pune distinct într-o pânză specială. După ce au fost așezate în racla de argint, o porțiune mică rămâne acoperită cu geam, în dreptul mâinii. De acum, nu mai vorbim de oseminte, ci de sfinte moaște și vor rămâne în biserică.”
La 21 mai 2014, în ziua prăznuirii Sfinților Împărați Constantin și Elena, a avut loc o procesiune cu moaștele de la Catedrala Patriarhală din București până la Biserica Sfântul Gheorghe Nou, la eveniment participând patriarhul Daniel, membri ai Sfântului Sinod, sute de preoți și diaconi, monahi și monahii și mii de persoane. Drumul urmat a fost cel din 1934, când rămășițele voievodului fuseseră reînhumate după deshumarea din 1932. Racla va rămâne expusă în Biserica Sfântul Gheorghe Nou, cu excepția unor viitoare evenimente religioase.

## Domnia

### Aspecte generale

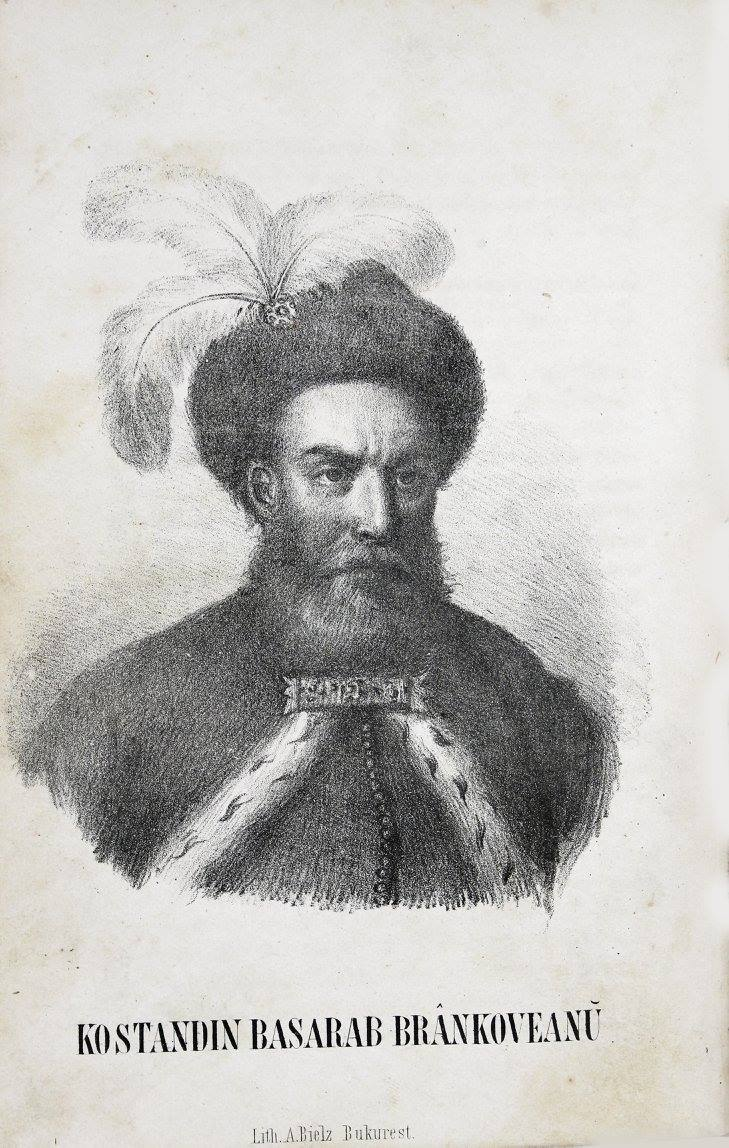
Constantin Brâncoveanu

Contextul extern al domniei lui Brâncoveanu era definit de adversitatea a patru mari puteri, Imperiul Otoman, Imperiul Habsburgic, Polonia lui Ioan Sobieski și Rusia lui Petru cel Mare, care aveau toate interese la Dunăre. În această situație, micile popoare din răsăritul Europei puteau să se mențină doar adoptând o politică „suplă și abilă”. Țara Românească era vasală a Imperiului Otoman, nu dispunea de armată sau de un tezaur pentru război și era prin situarea geografică foarte vulnerabilă la invazii străine. În acest context, Constantin Brâncoveanu a adoptat o politică a „neutralității veghetoare”.
Pe plan intern, anii domniei lui Brâncoveanu au fost marcați de un progres economic și cultural-artistic; au fost luate măsuri de modernizare a aparatului statal și de reformare a sistemului fiscal. Cancelaria statului a fost reorganizată pentru a putea menține raporturi cu străinătatea. Din punct de vedere cultural, epoca brâncovenească s-a deschis influențelor occidentale, care au început să prevaleze asupra celor orientale: astfel s-a creat o sinteză originală națională, care îmbina ambele tradiții.

### Politica internă
Pe plan intern, Țara Românească sub Constantin Brâncoveanu a cunoscut mai ales după încheierea Păcii de la Karlowitz o perioadă marcată de avânt economic. Din punct de vedere fiscal, a avut de suferit în special populația rurală, ca urmare a cererilor Imperiului Otoman și mai târziu ale Imperiului Habsburgic. O mare parte a locuitorilor din satele aservite și-au pierdut pământul, reușind însă să-și păstreze libertatea.

### Politica externă
Context
Situația internațională a Țării Românești s-a schimbat în a doua jumătate a secolului al XVII-lea, mai ales în ultimele două decenii, datorită ambițiilor habsburge, care au angrenat reacția celorlalte puteri: Imperiul Otoman, care arătase tot mai multe semne de slăbiciune trebuia să reacționeze, în timp ce Franța și Anglia doreau păstrarea statu quo-ului; Rusia manifesta prime ambiții, iar Polonia făcea revendicări asupra țărilor române. Conform lui Ionescu și Panait, țările române, semiautonome, trebuiau să devină din obiecte ale istoriei subiecte al acesteia. Din diferite considerente, actorii mari (otomanii, habsburgii și rușii) au preferat să atragă țările române prin diplomație, decât prin forță armată. Imperialii au încheiat în 1687 un tratat cu Mihail Apafi, privind încartiruirea de trupe și contribuția financiară la vistieria imperiului, ceea ce i-a făcut repede foarte antipatici transilvănenilor.
Direcții
După cum scria Iorga în 1914, „osândit să nu facă politica armelor, el [Brâncoveanu, n.m.] a făcut marea politică a culturii, cea mai mare”.
Chiar și după despărțirea de Cantacuzini, liniile politicii externe a lui Brâncoveanu au rămas aceleași.

### Dezvoltarea culturală
În perioada domniei lui Constantin Brâncoveanu, cultura românească a cunoscut o perioadă de înflorire, voievodul fiind un fervent sprijinitor al culturii. În cei 26 de ani de domnie, Brâncoveanu s-a dovedit un gospodar desăvârșit și bun administrator al avuțiilor țării, instaurând o epocă de prosperitate și de pace.
Domnul a inițiat o amplă activitate de construcții religioase și laice, îmbinând armonios în arhitectură, pictură murală și sculptură tradiția autohtonă, stilul neo-bizantin și ideile novatoare ale renascentismului italian într-un nou stil caracteristic, numit stilul brâncovenesc. Denumirea de stil brâncovenesc, sau de artă brâncovenească, este folosită în istoriografia română de artă pentru arhitectura și artele plastice din Țara Românească în timpul domniei lui Constantin Brâncoveanu. Deoarece această epocă a influențat în mod hotărâtor evoluțiile de mai târziu, termenul se folosește prin extensie și pentru a descrie operele de artă din vremea primilor Mavrocordați, până către 1730. Istoricii de artă caracterizează uneori stilul prin analogie cu renașterea apuseană, datorită structurilor sale clare, raționaliste, dar exuberanța lui decorativă permite și folosirea termenului de baroc brâncovenesc.
Constantin Brâncoveanu și-a asumat rolul de protector al tiparului și școlilor din Țara Românească, dar și din Transilvania, numele său fiind întâlnit între cele ale donatorilor de la școala românească din Șcheii Brașovului. S-a înconjurat de personalități de cultură din țară și străinătate, susținând financiar și diplomatic pregătirea tinerei generații de cadre în școlile europene.
Constantin Brâncoveanu a înființat în 1694 Academia domnească din București, o școală superioară („colegiu public pentru pământeni și străini”) având ca limbă de predare greaca veche, în clădirile de la mănăstirea „Sfântul Sava”. În 1707 el a reorganizat-o, numind în fruntea ei pe învățatul grec Sevastos Kymenitul, urmat de Marcu Porfiropol.
În paralel cu „Academia de la Sfântul Sava”, funcționau și alte școli, în incinta unor mănăstiri, în care se preda în slavonește și în românește. Așa au fost școlile de la mănăstirile Sfântul Gheorghe Vechi și Colțea, amândouă în București, care pregăteau dieci pentru cancelariile domnești, preoți și dascăli. O serie de școli românești existau în orașele țării, în mănăstiri și chiar în mediul rural. În câteva mănăstiri au luat ființă biblioteci, cu lucrări procurate din mari centre culturale din apusul Europei; printre acestea se remarcau biblioteca de la mănăstirea Mărgineni (ctitoria lui Constantin Cantacuzino, postelnicul) și biblioteca mănăstirii Horezu, ctitorie a lui Constantin Brâncoveanu.
Constantin Brâncoveanu a rămas în istorie și în conștiința națională și ca un mare ocrotitor al tiparului. Domnia lui debutează printr-un act de cultură și anume prin apariția Bibliei de la București, prima ediție integrală a Sfintei Scripturi în limba română, operă de mari proporții pentru acel timp (944 pagini format mare, pe două coloane, cu literă măruntă). Tipărirea începuse încă din timpul lui Șerban Cantacuzino, la 5 noiembrie 1687; un prim tiraj era terminat în septembrie 1688, deci în timpul vieții acestuia. Al doilea tiraj s-a terminat abia în noiembrie 1688, sub noul domn. Potrivit unei note dintr-o altă tipăritură, Brâncoveanu, ca mare logofăt al Țării Românești, fusese „ispravnicul” lucrării de tipărire a acestei prime Biblii românești.
Pe lângă tipografia mai veche înființată în 1678 la București de către mitropolitul Varlaam, s-au înființat acum câteva tipografii noi: la Buzău în 1691, prin strădaniile episcopului Mitrofan (un moldovean, fost episcop de Huși), la Snagov în 1694, la Râmnicu Vâlcea în 1705, la Târgoviște în 1708, toate prin osteneala lui Antim Ivireanul (adus de Brâncoveanu în 1689 de la Constantinopol) care, dintr-un smerit ieromonah, a ajuns să fie ales în 1705 episcop la Râmnic, iar în 1708 mitropolit. S-au tipărit felurite cărți: de slujbă, de teologie, de învățătură, de combatere a catolicismului și calvinismului, toate în limbile română, greacă, slavonă și chiar arabă, turcă și georgiană.

## Familie și urmași
Căsătorit cu Marica, nepoata lui Antonie Vodă din Popești, Constantin Brâncoveanu a avut cu aceasta patru fii, Constantin, Ștefan, Radu și Matei, și șapte fiice, Stanca, Maria, Ilinca, Safta, Anca, Bălașa și Smaranda.
Dintre cei patru fii, care au fost toți uciși împreună cu domnul la Constantinopol, doar Constantin avea la rândul său un fiu (Constantin III), iar Ștefan avea o fată, Maria (diminutive Măriuța, Marica). Maria a murit fără copii.

### Fiii
Dintre fiii lui Constantin Brâncoveanu, cei doi mai mici nu au fost căsătoriți. Ceilalți doi au avut câte un copil, beizadeaua Constantin un băiat numit tot Constantin (viitor ban), iar Ștefan o fată căsătorită Alexeanu, care nu a avut urmași.

### Fiicele
Dintre cele șapte fiice ale sale, Brâncoveanu a trăit moartea a două. Nepoții care s-au născut din căsniciile celorlalte fiice nu au purtat numele Brâncoveanu.

## Ctitorii brâncovenești
Constantin Brâncoveanu a fost unul dintre cei mai importanți ctitori de biserici și mănăstiri din țările române.
Încă înainte de a ajunge domn, el a ridicat două biserici, una la Potlogi, Dâmbovița și alta la Mogoșoaia, lângă București.
După ce s-a urcat pe tronul Țării Românești, Brâncoveanu a mai ctitorit tot în București încă trei biserici, pe locul unora mai vechi: biserica Sfântul Ioan cel Mare sau „Grecesc”, demolată în secolul trecut, biserica mănăstirii Sfântul Sava, demolată în secolul trecut și Biserica Sfântul Gheorghe Nou din București, existentă și azi în centrul capitalei, recent restaurată. În această din urmă biserică au fost depuse și osemintele ctitorului, în anul 1720, aduse în ascuns de la Constantinopol, de către soția sa, doamna Marica.
A mai zidit o biserică în satul Doicești, Dâmbovița, în 1706.
Împreună cu unchiul său, spătarul Mihai Cantacuzino, a ridicat mănăstirea din Râmnicu Sărat, cu hramul Adormirea Maicii Domnului, închinată mănăstirii Sfânta Ecaterina din Muntele Sinai.
În vara anului 1690, Constantin Brâncoveanu a pus piatra de temelie a celei mai de seamă din ctitoriile sale, Mănăstirea Horezu (sau „Hurezi”), cu hramul Sfinții împărați Constantin și Elena.
Printre alte biserici și mănăstiri ctitorite sau refăcute de Brâncoveanu sunt Biserica Sfântul Nicolae din Făgăraș, Mănăstirea Sâmbăta de Sus, Mănăstirea Surpatele, Mănăstirea Polovragi și Mănăstirea Turnu din Târgșoru Vechi.

## Averea
Anvergura averii lui Constantin Brâncoveanu a făcut impresie încă din timpul vieții sale. Este un fapt bine încetățenit că în capitala Imperiului Otoman era concurență între funcționari pentru a fi trimiși cu treburi în Țara Românească, întrucât bacșișurile plătite de domn erau foarte generoase. Brâncoveanu nu a pregetat să folosească fondurile sale personale în multe situații când vistieria statului nu putea suporta cheltuielile formale și informale pe care le presupunea vasalitatea față de otomani. Averea a fost de altfel și cauza principală a mazilirii sale, sultanul și marele vizir promițându-și mari beneficii (mai ales) de pe urma confiscării averilor mobile.
În 1708, Brâncoveanu avea în stăpânire 111 sate și moșii. El avea pe întreaga întindere a țării terenuri agricole fertile, vii, heleșteie și bălți cu pește, pe lângă sume de bani, parte din ei depusă în străinătate, obiecte prețioase („scule”, în jargonul timpului) și bijuterii.  Ionescu și Panait observă că Brâncoveanu a profitat de procesul socio-economic de dezagregare a proprietății de obște, materializat în neputința țăranilor de a-și menține micile ocini. În consecință, Brâncoveanu cumpăra astfel de suprafețe de pământ, deseori aflate în vecinătatea proprietăților sale proprii.

## Portrete
Portretele lui Constantin Brâncoveanu sunt numeroase în comparație cu cele ale altor domni, și o mare parte din ele de un realism evident. O reprezentare a lui Brâncoveanu este stampa care apare în reeditarea din 1712 a dicționarul lui Varinus, înfățișând un Brâncoveanu tânăr, cu cucă joasă, cu surguci scump, legat după moda turcească la brâu. Autorul este Alessandro della Via. O altă reprezentare este cea din colțul hărții stolnicului Constantin Cantacuzino, care a fost redescoperită de consulul român Dimancescu. În cartea Istoria delle moderne rivoluzioni della Valachia (1718) a secretarului său Del Chiaro, Brâncoveanu apare alături de cei patru fii, reprezentați în medalioane.
Portretul aflat în posesia lui C. Basarab Brâncoveanu a fost descoperit de Iorga cu ocazia unei vizite la castelul din Breaza al urmașului lui Brâncoveanu. Acesta moștenise de la tatăl său reproducerea  fotografică a portretului după un manuscris, dar nu i-a putut da alte detalii lui Iorga. Descris de către Iorga drept grec sau oriental, portretul îl reprezintă pe voievod într-un cadru floral asemănător celor din tipăriturile lui Antim Ivireanu, istoricul speculând că autorul ar putea fi însuși Ivireanu.
Un portret diferit de cele bisericești, prin faptul că este de natură occidentală, este cel de la Mănăstirea Sfânta Ecaterina din Muntele Sinai, care a fost descoperit de Marcu Beza. Realizat de un pictor rămas anonim, este păstrat în sala de primire a mănăstirii, iar în România poate fi văzută o copie, la Muzeul Național de Artă. Tabloul (ulei pe pânză) datează din 1696, și poartă inscripția „Constantinus Brankovan Supremus Valachiae Transalpinae Princeps Ae[ta]tis 42 A[nn]o D[omi]ni 1696”.

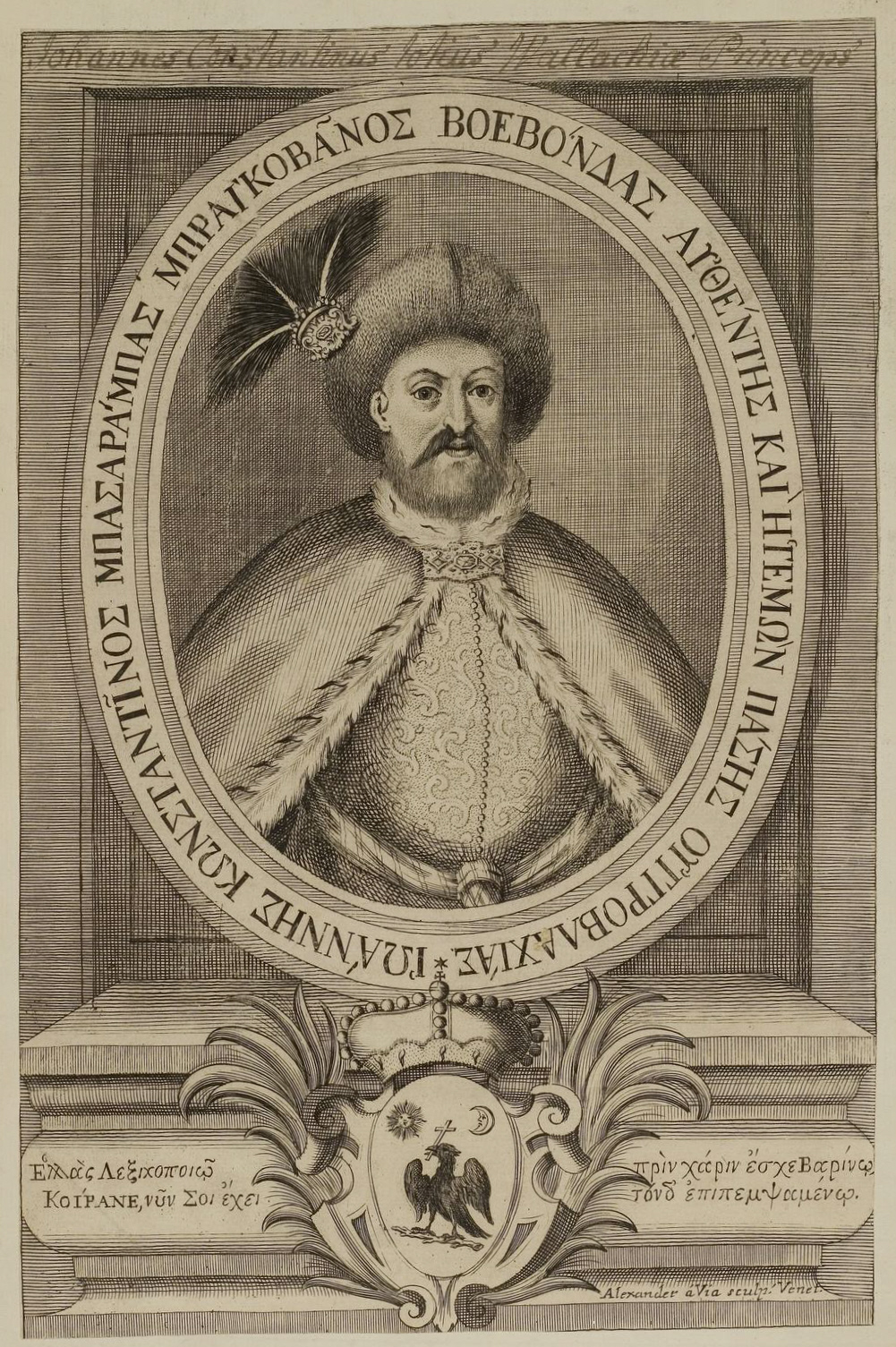
Dicționarul lui Varinus Favorinus, 1712
Medalionul din harta stolnicului Cantacuzino
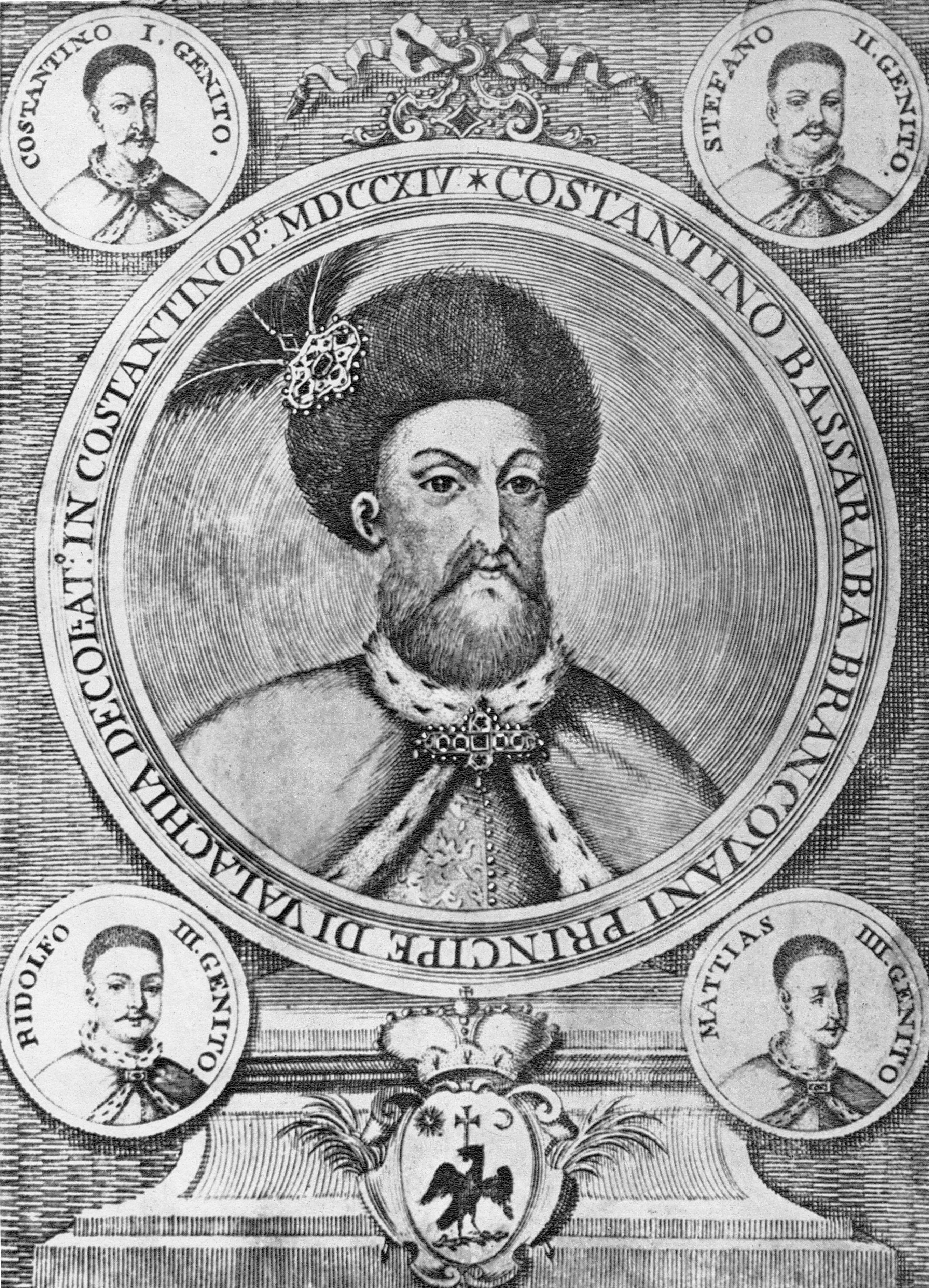
Stampa din cartea lui Del Chiaro, 1718
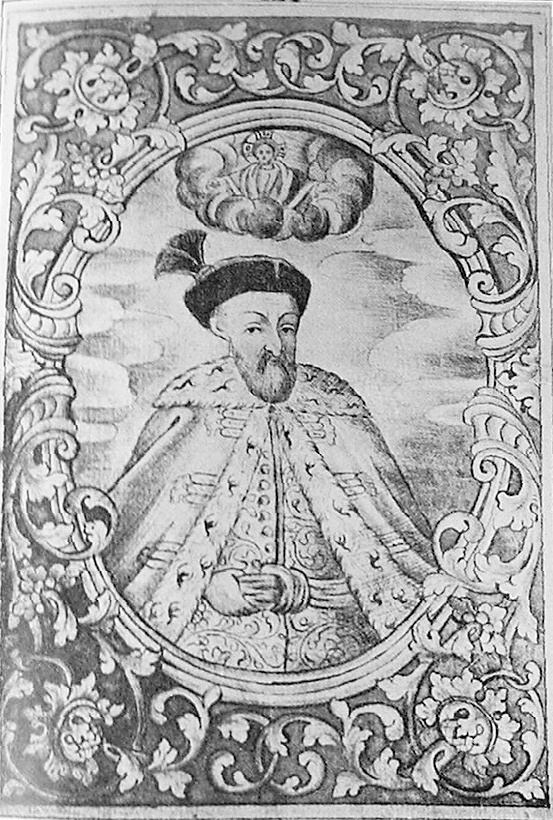
Fotografia deținută de C. Basarab Brâncoveanu, nedatat
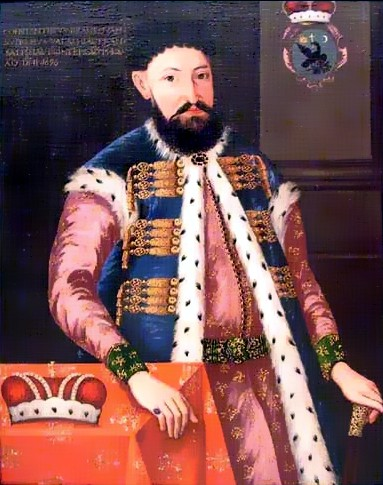
Tabloul (sau copia lui) de la Muntele Sinai, 1696

În portretul de la Mănăstirea Mamu, Brâncoveanu și familia sunt reprezentați la tinerețe. Voievodul are mustăți subțiri, barba neagră și părul încă neras, sub coroana de aur și catifea. Copiii sunt reprezentați la vârstă fragedă. În cazul Bisericii Sfântul Gheorghe din Mogoșoaia, terminată înainte de accederea la putere a lui Brâncoveanu, Iorga opinează că pictura trebuie să fi fost actualizată mai târziu în timpul domniei. Îl apreciază pe meșter drept priceput, subliniind expresivitatea portretelor fiilor, deși seamănă foarte mult între ele. Portretele fiicelor lui Brâncoveanu au fost comparate cu cele ale fiicelor lui Duca-Vodă, de la Mănăstirea Cetățuia. Coroanele sunt tot închise, ca la Mamu, dar metalice.
În Mănăstirea Surpatele, Brâncoveanu este înfățișat în floarea vârstei, cu barbă plină, neagră. Toți cei 11 copii sunt reprezentați, doi fii și trei fiice având înălțimi identice cu părinții lor. Coroanele sunt cu fleuroane. La biserica din Doicești, construită pe domeniul ce ar fi trebuit să-i rămână lui Matei, toți cei 11 copii sunt reprezentați la aceeași înălțime cu părinții, iar Brâncoveanu are barbă albă.

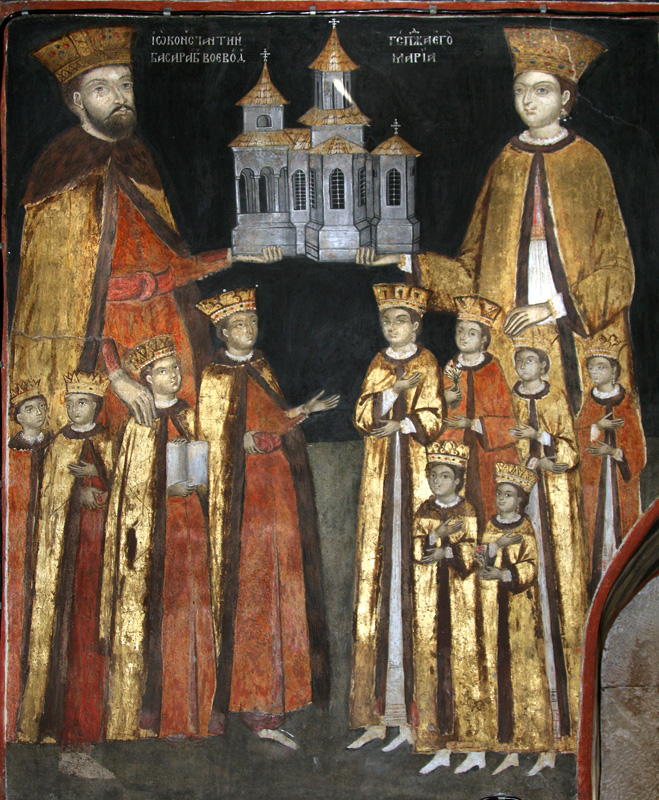
Tabloul votiv de la Mănăstirea Mamu. Detaliu aici. Foto din 1915.
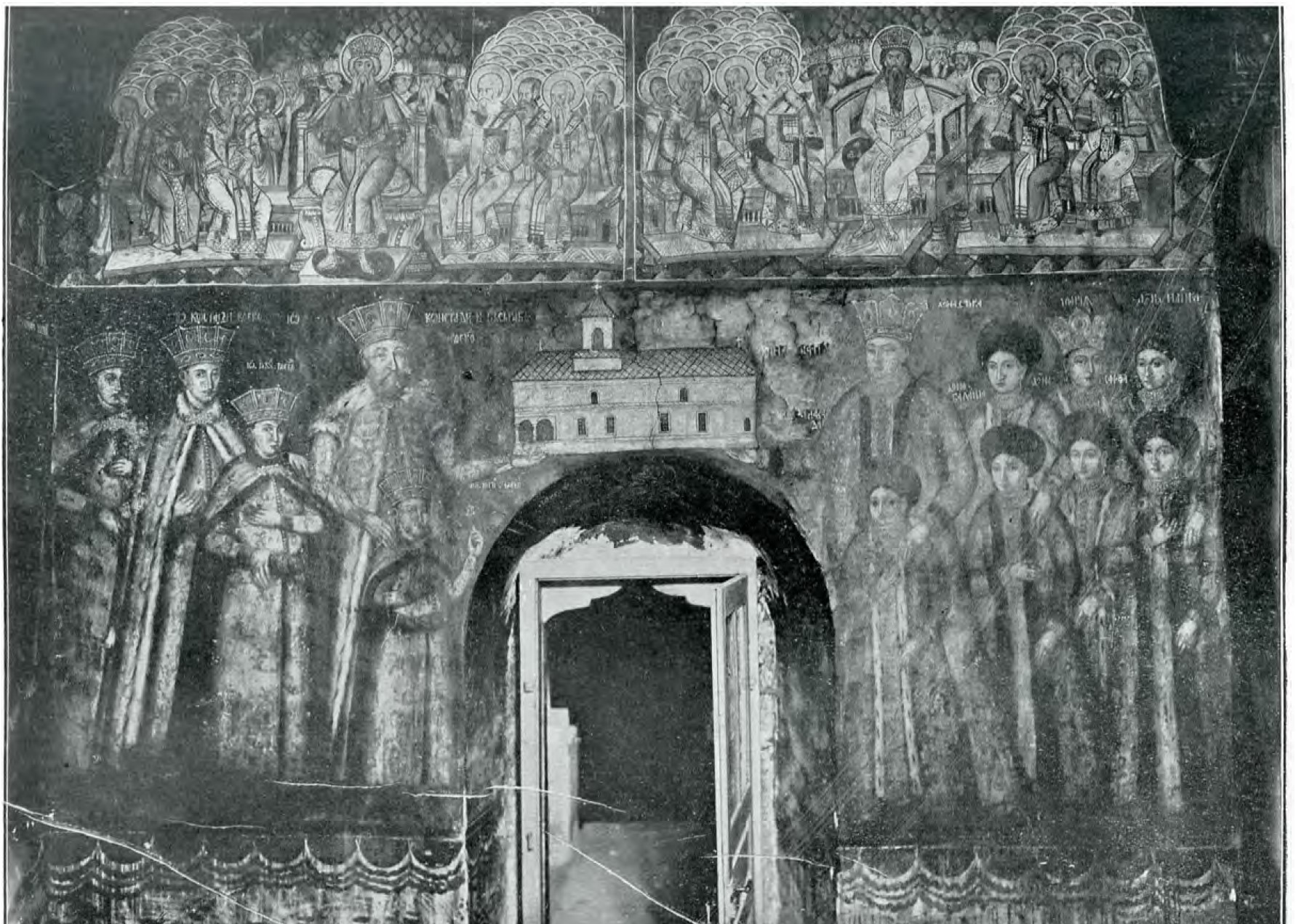
Mogoșoaia. Poză publicată în 1915.
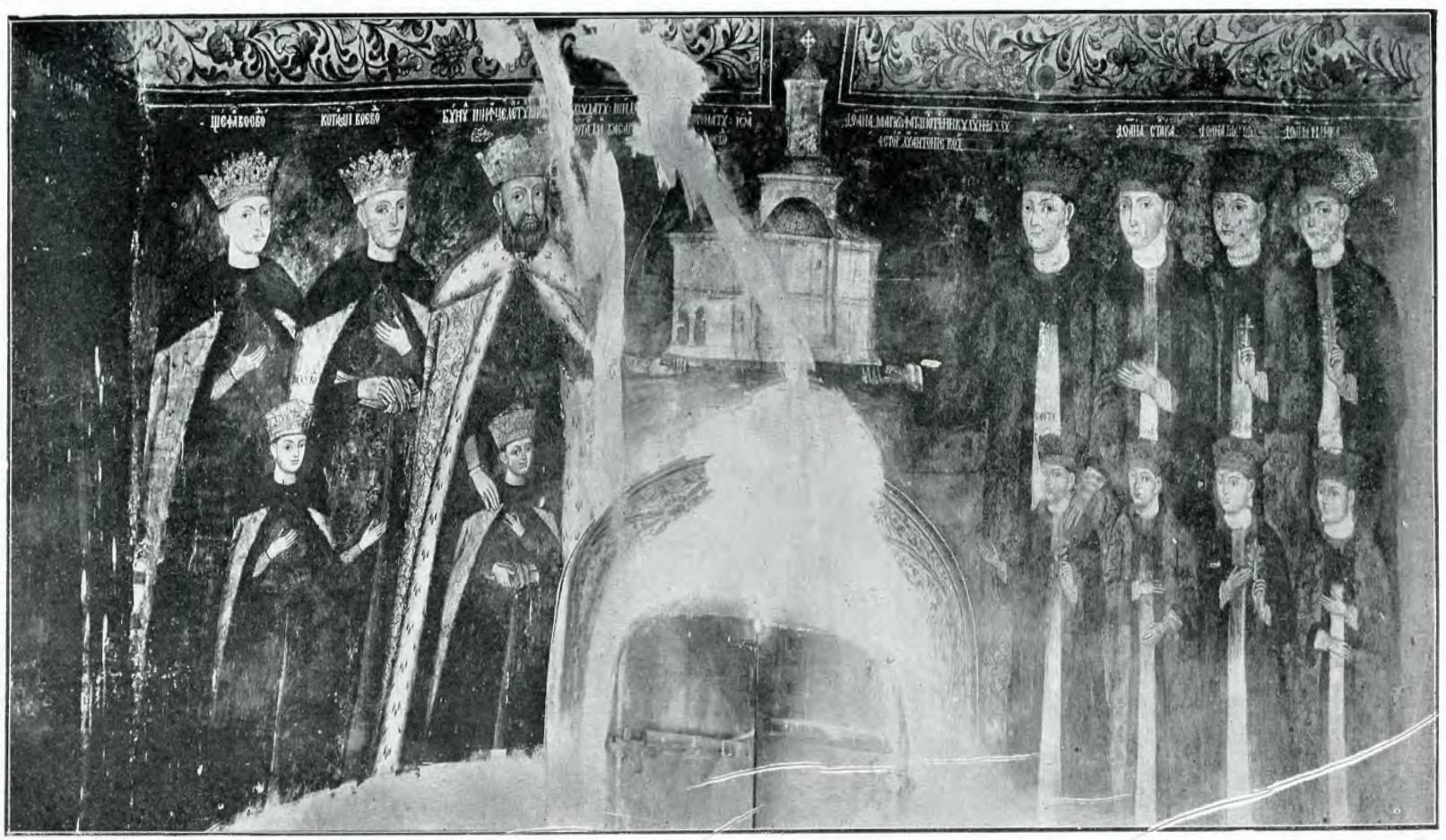
Mănăstirea Surpatele. Poză publicată în 1915.
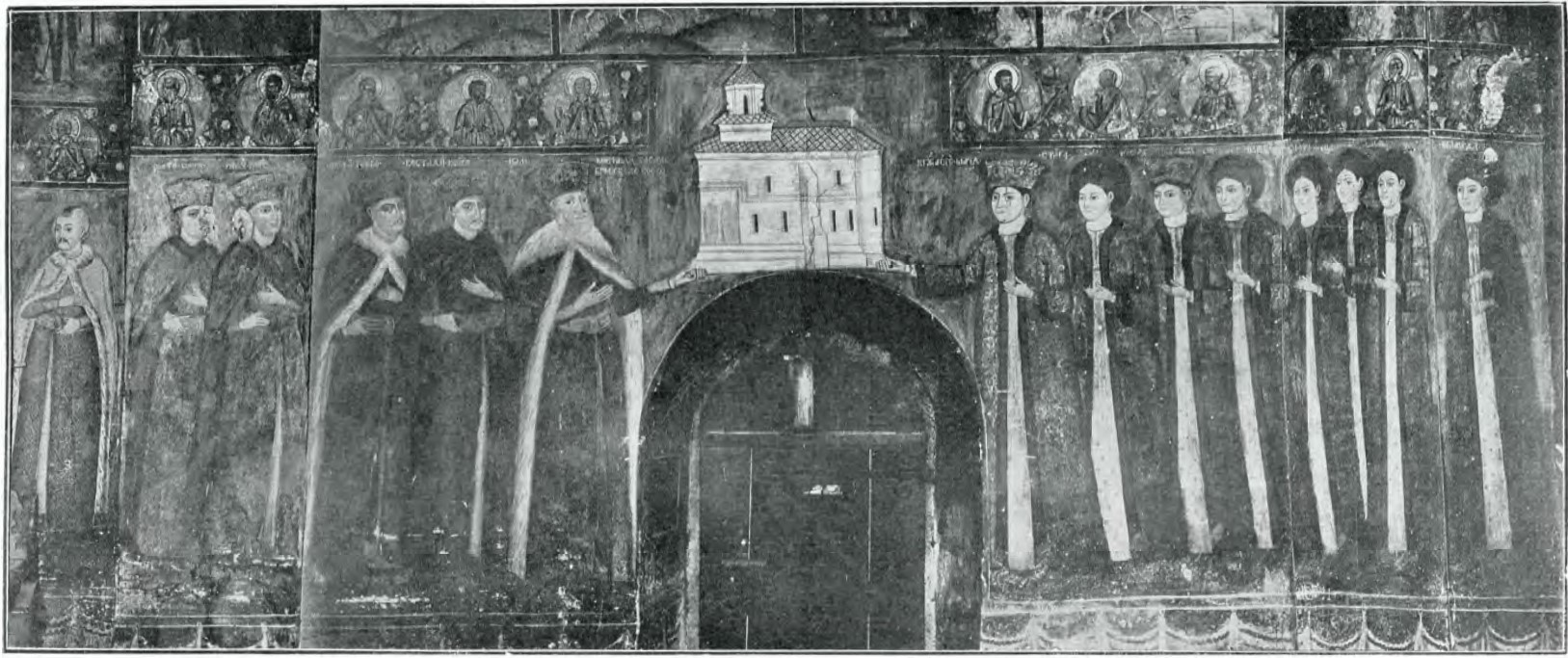
Doicești. Poză publicată în 1915.
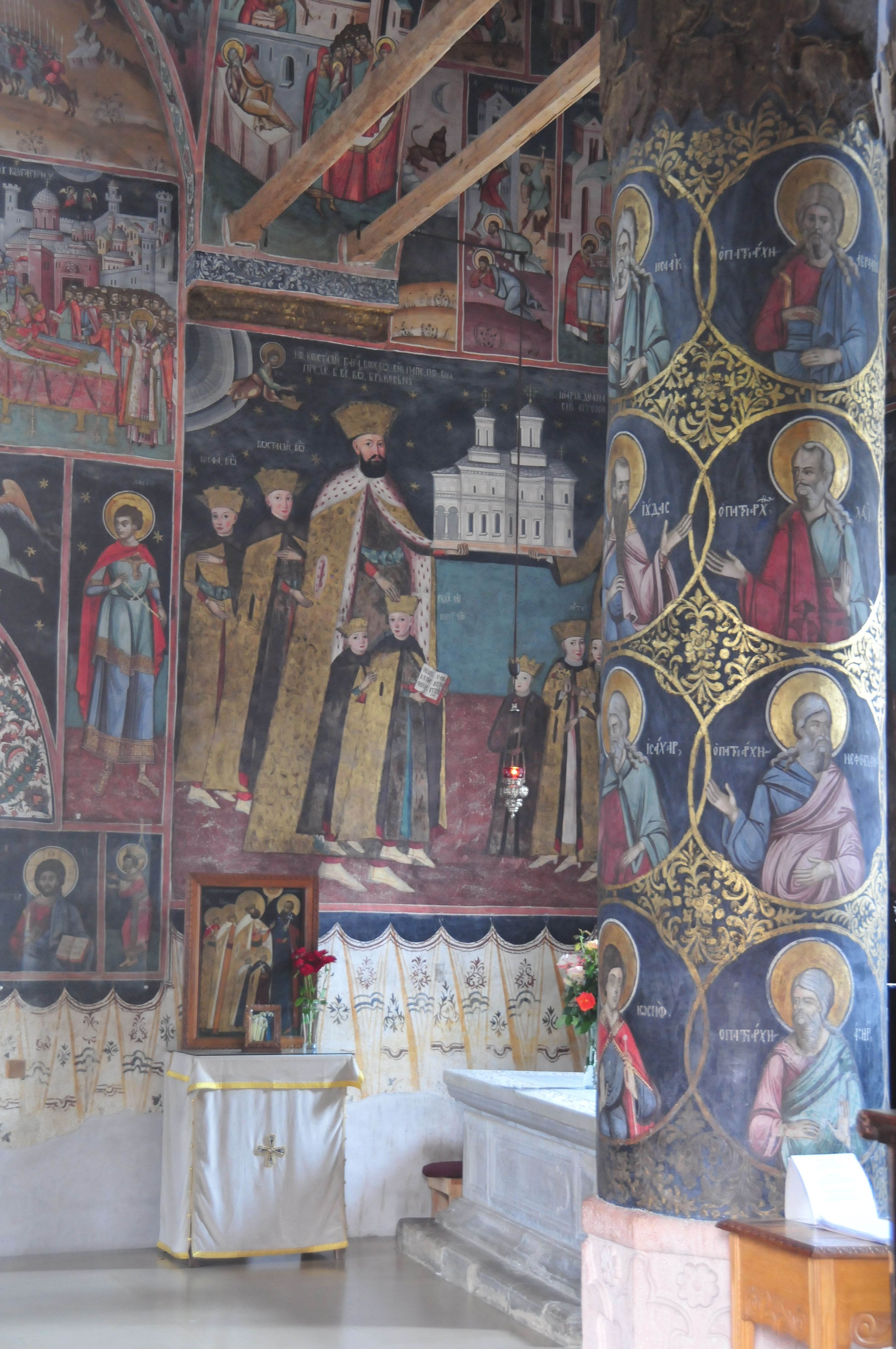
Vedere parțială a tabloului votiv de la Hurezi, din catolicon.

Un alt portret votiv se găsește la Mănăstirea Gura Motrului, rezidită de Preda Brâncoveanu și zugrăvită de voievod, unde sunt înfățișați Preda și soția lui Păuna, Matei Basarab, Stanca Brâncoveanu și Constantin și soția lui Marica. La biserica din Bordești, ctitorie a lui Mănăilă căpitanul, Brâncoveanu era înfățișat alături de unchiul său Șerban și pretendentul Iordache/Gheorghe Cantacuzino. Pictura votivă, realizată de Pârvu Mutu și un ajutor, a fost extrasă în anii 1960, fiind păstrată în colecția Muzeului Național de Artă.
Alte reprezentări sunt la Mănăstirea Polovragi, la biserica din Popești (actualmente Mihăilești, în județul Giurgiu), la biserica Mănăstirii Cotroceni (ultimul considerat de Iorga drept un portret urât, fanariot). Brâncoveanu a lăsat de asemenea să se bată medalii aniversare în anul 1713, care îl prezintă atât din profil, cât și en face.

## Istoriografie
Surse
Față de marea majoritate a domniilor din spațiul românesc, privitor la cea a lui Constantin Brâncoveanu s-au păstrat o multitudine de izvoare. Printre sursele primare sunt două cronici dedicate exclusiv anilor săi de domnie (cronica lui Radu Greceanu și cronica Anonimului brâncovenesc), două cronici ale Țării Românești (a lui Radu Popescu, care acoperă perioada în care a domnit integral și Letopisețul Cantacuzinesc - parțial), scrierile lui Dimitrie Cantemir (Istoria ieroglifică și Întâmplările Cantacuzinilor și Brâncovenilor în Valahia) și cronica secretarului venețian al voievodului, Anton-Maria Del Chiaro (Istoria delle moderne rivoluzioni della Valachia). De asemenea se adaugă documente interne, precum însemnările personale ale lui Constantin Brâncoveanu (pe un calendar, editate de istoricul Emil Vîrtosu), corespondența, condica marii logofeții, condica vistieriei, anatefterul și catastiful, și documente externe, de o „impresionantă diversitate”, după cum observa istoricul Andrei Busuioceanu.
Istoriografia modernă
În perioada fanariotă - o perioadă de declin pentru scrierea istoriei - domnia lui Constantin Brâncoveanu nu a fost tratată; nici în perioada pașoptistă, care a utilizat trecutul istoric pentru a avansa emanciparea națională, nu s-a tematizat decât episodul morții, conceput ca prag al trecerii într-o nouă epocă nefastă. Mihail Kogălniceanu, preopinentul ideii că neînțelegerile dintre Brâncoveanu și Dimitrie Cantemir ar fi fost cauza eșecului înlăturării dominației otomane, a contribuit editând o culegere de fragmente din cronici (Fragments tirés des chroniques […]), însă cercetarea riguroasă a demarat doar cu sinteza de istorie a lui Alexandru D. Xenopol, din a doua jumătate a veacului.
Opul lui Xenopol (mai precis, volumul al VIII-lea al Istoriei românilor din Dacia Traiană) poartă pecetea preponderenței surselor de politică externă, domeniu tratat în principal din această cauză; Andrei Busuioceanu consideră că istoricul a exagerat în ce privește iscusința diplomatică a lui Brâncoveanu, inferând asupra ei de la neobișnuit de lunga domnie, totuși a reușit să impună această idee și imaginea de diplomat în istoriografie. Un pas important l-a constituit editarea de către Constantin Giurescu și Nicolae Dobrescu a cărții Documente și regeste privitoare la Constantin Brâncoveanu, cuprinzând preponderent documente din arhivele de la Viena, precedate de un studiu amplu scris de Giurescu. N. Iorga i-a consacrat domnului mai multe analize și studii de-a lungul carierei sale, printre ele o serie de publicații cu ocazia împlinirii a două secole de la martiriul Brâncovenilor; de-a lungul timpului și-a modificat vederile, renunțând de exemplu după Marea Unire din 1918 să-l mai prezinte pe domn drept personalitate a întregului neam românesc.
Perioada comunistă
Conform istoricului Lucian Boia, după ce în primă fază sub regimul comunist a fost supus paradigmei luptei de clasă și criticat pentru măsurile fiscale aspre și opresiunea țăranilor, Constantin Brâncoveanu a fost pe deplin reabilitat în perioada ceaușistă a epocii comuniste. Istoricul nota că tot în epoca stalinistă, în manualul lui Mihai Roller - un reper pentru istoriografia comunistă - în cazurile lui Brâncoveanu și Ștefan cel Mare erau subliniate mai puternic relațiile țărilor române cu Rusia decât relațiile dintre țările române. Deși au apărut mai multe cărți în întreaga epocă comunistă, la capătul ei încă nu fusese scrisă o monografie care să prelucreze critic tot materialul disponibil și să fi adresat chestiunile ridicate de dezbaterea academică.
Aspecte mitografice
Privitor la crearea panteonului național român de-a lungul timpului, Boia observa că domni pașnici precum Brâncoveanu, Alexandru cel Bun și Neagoe Basarab și-au găsit locul, deși pare de nedisputat poziția privilegiată a eroilor războinici. În ultima fază a regimului comunist, oficialii ideologici Mircea Mușat și Ioan Pătroiu au produs o listă a marilor epoci ale istoriei române, epoca lui Brâncoveanu avându-și locul în rândul celor determinate de domniile unor Burebista, Decebal, Mircea, Ștefan, Mihai Viteazul și Cuza, șir încoronat de dictatorul Nicolae Ceaușescu. Figura domnului fusese utilizată însă și sub regimul monarhic (1881-1947): în timp ce la Alba Iulia, loc cu rezonanța faptelor lui Mihai Viteazul, avea loc încoronarea regelui Ferdinand, în București, alături de o pleiadă de personaje istorice, Constantin Brâncoveanu era folosit într-o procesiune de proporții imense pentru a marca simbolic continuitatea dinastiei Hohenzollern-Sigmaringen cu destinul națiunii române.

## Literatura encomiastică, bisericească și laică
Figura lui Constantin Brâncoveanu a penetrat și literatura. În timpul domniei sale, encomiile au fost utilizate alături de portretele figurative într-o campanie menită a crea o imagine a „puterii și munificenței domnești”. Seria de documente elogioase despre Brâncoveanu este impresionantă prin număr, fiind compusă din prefețe de tipărituri și manuscrise, epigrame și encomii (inclusiv în corespondență). Printre toposurile puse în circulație de encomiile lui Sevastos Kymenitul este cel al omului providențial, alesul lui Dumnezeu, care este cuplat cu toposul refuzului alesului de a accepta onoarea. Un alt topos din scrierile lui Sevastos Kymenitul este cel al domnului ca icoană a lui Dumnezeu, enunțat anterior, în epoca carolingiană, sub forma principiului rex imago Dei. Altul este cezaropapismul, domnul Țării  Românești fiind încadrat de panegirist în seria de figuri vechi-testamentare a lui Moise, Aaron, Solomon, alese de Dumnezeu atât drept conducători spirituali, cât și politici.
Conform istoricei Violeta Barbu, desele mențiuni ale împăratului roman Constantin cel Mare în panegiricele închinate lui Brâncoveanu nu se datorează asemănării de nume sau ambițiilor imperiale ale domului valah, ci sunt de pus pe baza simbolisticii împăratului roman  — care a fost primul proclamat și preot și contopea deci, în aceeași persoană, puterea spirituală și puterea temporală. Acest topos este ilustrat și într-o scrisoare din 1700 adresată lui Brâncoveanu de către patriarhul ecumenic Calinic al II-lea, care consemna despre domnul român că „cugetă ca un al doilea pariarh” și „îndeplinește și treburile domnilor și pe cele ale patriarhilor”.
După moartea lui Brâncoveanu, imaginea lui a avut de suferit. Textele moralizatoare care s-au păstrat de la Nicolae Mavrocordat au subminat imaginea princiară a lui Brâncoveanu, modelul comportamental al primului domn fanariot fiind perfect opus celui brâncovenesc: dacă Brâncoveanu dovedise mare atașament față de familia și casa lui, Manualul în care se cuprind păreri și cugetări cu privire la moravuri și purtări al lui Mavrocordat recomandă renunțarea la familie, femei și la prieteni, până la „lepădarea de sine”; unde primul prețuise fala și luxul și avusese o activitate ctitoricească remarcabilă, al doilea scrie că „prea multă laudă e urmată de pieire”, iar fala deșartă, hainele, podoabele, caii și clădirile „să lipsească”; dacă cronica lui Radu Greceanu avea ca leit-motiv preumblările domnului între numeroasele sale moșii, Nicolae Mavrocordat îi recomandă fiului său Constantin Mavrcordat plimbări și vânători puține.
Pe de altă parte, figura lui Brâncoveanu a continuat să stârnească și admirație, dovadă fiind troparul mitropolitului Calinic al Haricleei, cronicile rimate și romanul abatelui Prévost.
Altfel era o fire blândă, prețuind plăcerile bătrâneții, folosind cu bună chibzuială bogățiile pe care se spunea că le adunase, și peste toate aprecia bucatele alese. Deși foarte atașat de ritul grec, religia țării și a copilăriei sale, mi s-a părut imposibil să fi devenit insensibil față de simțirile umane firești.” 
Constantin Brâncoveanu a devenit personaj în romanul Le monde moral ou Mémoires pour servir à l’histoire du coeur humain al abatelui Prévost, carte apărută în 1764 la Geneva. Este vorba de un roman obscur, care a fost trecut cu vederea de majoritatea istoricilor literaturii franceze, după cum arată Andrei Pippidi. În timp ce cartea nu adaugă nimic la cunoașterea circumstanțelor istorice, ea este o dovadă a ecoului pe care l-a avut în epocă execuția familiei Brâncoveanu.
Ca și-n cazul altor cărți ale abatelui Prévost, unde autorul are obiceiul de a se deghiza în necunoscuți, înzestrați cu titluri și demnități, și aici scrierea este dată drept confesiunea unui „fost rezident al Franței pe lângă mai multe curți străine”. Este vorba de abatele Brenner, personaj cu pandant istoric în Dominic Anton Ignațiu Brenner, secretarul prințului R., sub care se recunoaște figura lui Francisc Rákóczi al II-lea. Lui Brenner îi este încredințat după lupta de la Odenburg destinul unei copile orfane de 7–8 ani, fiica unui conte Jean Tekeli (frate ficțional al lui Imre Thököly) și a uneia dintre cele două (Sic!) fiice ale lui Brâncoveanu, care fugise cu iubitul în Transilvania. Naratorul se decide să o încredințeze pe Alexiowna tutelei bunicului ei, voievodul Munteniei, care, făcând justiție renumelui său de avid, se interesează de drepturile ei la moștenirea lui Thököly și o trimite la mănăstire. Pentru că abatele refuză cu demnitate conversia la ortodoxism, Brâncoveanu îl numește secretar al său. Alexiowna este răpită de la mânăstire, și după mai multe peripeții, ajunge împreună cu Brenner la Constantinopol, moment când Brâncoveanu și familia lui sunt aduși acolo. Descrierea execuției este copiată după mărturia călătorul francez La Motraye.
Și cronica rimată despre Brâncoveanu reflectă tragedia familiei:

„Pre Constantin Vod de l-au prins,

Și fără-a nimănui sfat

La moarte l-au judecat

Și numele lui l-au stins

Cu a feciorilor lui l-au prins,

Scoțându-i din viața lumească

Cu sabia cea turcească.” 

În fapt aceste versuri nu reflectă însă și realitatea, întrucât nici numele familiei nu a fost stins, fiind continuat pentru încă un secol, cu atât mai puțin sângele.
Martiriul constantinopolitan a fost fixat în mai multe specii literare (balada, vicleimul, colindul, drama folclorică). Balada culeasă de Vasile Alecsandri în secolul al XIX-lea începe cu versurile binecunoscute

„Brâncovanul Constantin

Boier vechi și domn creștin,

De averi ce tot strângea

Sultanul se îngrijea”

și sfârșește cu versurile:

„Brâncovene Constantin,

Ghiaur vechi, ghiaur hain!

Cască ochi-a te uita

De-ti cunoști tu pielea ta?"

„Câini turbați, turci, liftă rea!

De-ți mânca și carnea mea,

Să știți c-a murit creștin

Brâncovanul Constantin!"

Pe lângă monografia și conferințele tipărite în 1914, N. Iorga i-a dedicat domnului în anul împlinirii a două secole de la moarte o dramă în cinci acte, intitulată Constantin Brîncoveanu.